# Trollsländor
Trollsländor (Odonata) är en ordning bland insekterna. Trollsländor hör till underklassen bevingade insekter och är en av de äldsta insektsordningarna bland nu levande insekter då fossil visar att gruppen uppträdde under karbontiden för cirka 300 miljoner år sedan. De har en livscykel med ofullständig metamorfos, honorna lägger ägg som kläcks till nymfer vilka utvecklas till imago (fulländad) utan ett mellanliggande puppstadium. Både nymfer och fullbildade trollsländor livnär sig på rov. Nymferna lever i vatten medan fullbildade trollsländor är skickliga flygare som vanligen håller till i närheten av vatten och lever av insekter som ofta fångas i luften.
Ordningen omfattar cirka 5 680 kända arter, varav 64 har påträffats i Sverige. Störst är artrikedomen i områden med tropiskt klimat. En särskilt stor artrikedom finns i den orientaliska- och neotropiska regionen, men även i tempererat klimat. I de kallaste områdena norr om skogsgränsen klarar sig dock bara ett fåtal arter. Storleken inom ordningen varierar från ett vingspann på mindre än 20 millimeter till ett vingspann på över 160 millimeter. En av de minsta trollsländorna är Agriocnemis pygmaea med ett vingspann på bara 18 millimeter. Störst är Megaloprepus caerulatus som har ett vingspann på 190 millimeter.
Utmärkande för trollsländor är att de har ett stort och rörligt huvud med stora fasettögon, bitande mundelar och korta borstliknande antenner, en mellankropp där det första segmentet är ombildat till en halsring medan de två bakre segmenten är sammanväxta och bildar en enhet som benämns synthorax, samt två par stora vingar och en långsträckt och smal bakkropp. En indelning av trollsländorna i två stora taxonomiska grupper brukar göras: egentliga trollsländor och flicksländor och jungfrusländor. De kan skiljas åt på vingarnas utseende och på hur vingarna hålls vid vila. Hos egentliga trollsländor är bakvingarna bredare än framvingarna och vid vila hålls vingarna utfällda åt sidorna. Flicksländor och jungfrusländor har bakvingar och framvingar med nästan samma form och vid vila hålls vingarna sammanslagna. Egentliga trollsländor har även som regel en mer robust kroppsbyggnad än flicksländor och jungfrusländor som har en mer smäcker kroppsbyggnad.
Ett utmärkande drag för trollsländornas nymfer är att underläppen är ombildad till ett slags griporgan som kallas fångstmask. Fångstmasken är i vila tillbakavikt men kan skjutas fram mycket snabbt för att fånga byten. Nymfernas utseende varierar mellan olika grupper av trollsländor. Nymfer av flicksländor och jungfrusländor känns igen på att de har en långsmal kropp med tre stora gälblad vid bakkroppsspetsen. De egentliga trollsländornas nymfer har mer robust kroppsbyggnad och saknar yttre gälblad.
Ordningens vetenskapliga namn, Odonata, kommer av grekiskans odonto, som betyder "tandad". Det syftar på trollsländornas käkar, både på den fullbildade sländan och nymfens.

## Kännetecken
Hos trollsländor är den fullbildade imagon och nymfen mycket olika till utseendet. Det har sin förklaring i imagon och nymfens skilda levnadssätt, den fullbildade trollsländan lever på land i luften medan nymfen utvecklas i vatten. På grund av den stora olikheten mellan nymf och imago kallas ofta trollsländenymfer för larver.

### Imago
Trollsländornas kropp delas in i tre delar, huvud, mellankropp och bakkropp. Huvudet är stort och rörligt med stora fasettögon och tre små punktögon, kraftiga bitande mundelar och korta borstliknande antenner. De stora fasettögonen ger trollsländorna ett stort synfält och god förmåga att uppfatta rörelser i omgivningen. Bland insekterna är trollsländor den grupp som har bäst syn och synen är det viktigaste sinnet för individens överlevnad eftersom trollsländor förlitar sig på synen för jakt och bytesfångsten. Fasettögonen hålls rena genom att trollsländan stryker över dem med frambenen. Ibland syns en liten mörk fläck i fasettögonen, en så kallad pseudopupill.

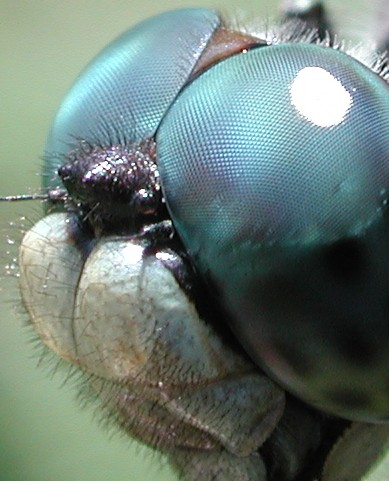
Huvudet med fasettögon, korta antenner och mundelar hos en egentlig trollslända.

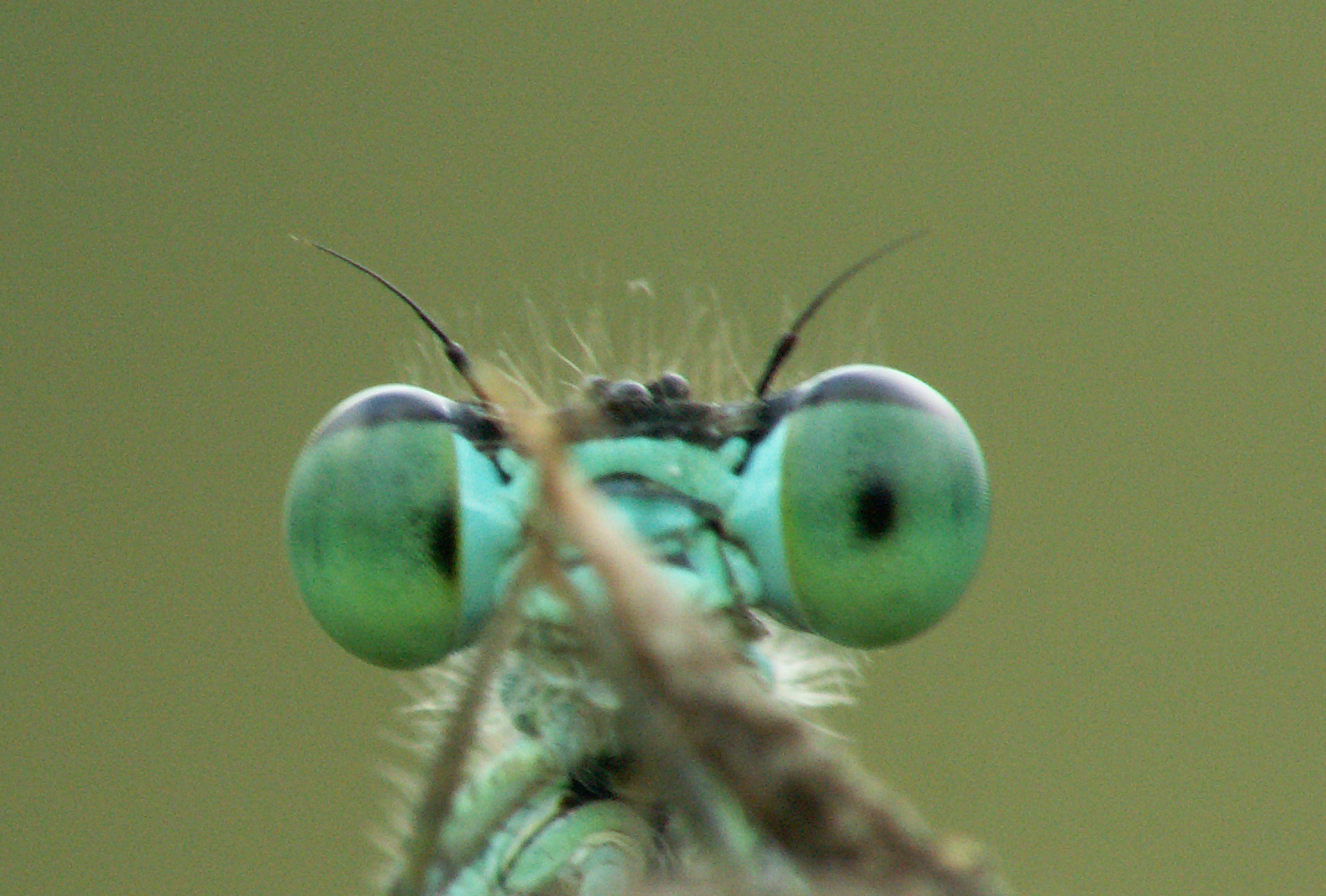
Flickslända, fasettögonen är tydligt skilda från varandra. Här syns även pseudopupiller.

Hos egentliga trollsländor är huvudet rundat och fasettögonen är så stora att de möts, eller nästan möts, på huvudets ovansida. Undantaget är flodtrollsländor som har ett mer tydligt mellanrum mellan ögonen vilket brukar ses som ett basalt drag. Bland mosaiktrollsländor finns några av de trollsländor som har de största fasettögonen. Ett fasettöga hos en stor mosaiktrollslända kan bestå av upp mot 28 000 till 30 000 sexkantiga små delögon. Flicksländor och jungfrusländor har ett kortare och bredare huvud och fasettögonen är alltid tydligt åtskilda.
Mellankroppen hos en insekt har tre segment. Hos trollsländor är det första segmentet (prothorax) ombildat så att det närmast ser ut som ett slags hals och kallas för halsring. Det andra och tredje segmentet är sammanväxta och bildar en enhet som benämns synthorax. På denna är trollsländans vingar fästade. Inuti synthorax finns flygmusklerna. Ett benpar är fästat på vart och ett av mellankroppssegmenten. Synthorax utformning gör att alla tre benparen är belägna jämförelsevis långt fram. Denna placering, nästan vid huvudet, gör att trollsländor har svårt att gå. Men benen är istället utmärkta fångstredskap när trollsländan är i luften. De är taggiga och har kraftiga klor och bildar, när de sträcks framåt, en fångstkorg. Genom att benen har olika längd, det främsta benparet är kortast och det bakre längst, är alla ben långa nog att nå till munnen och trollsländan kan därför både gripa och äta sitt byte i luften.

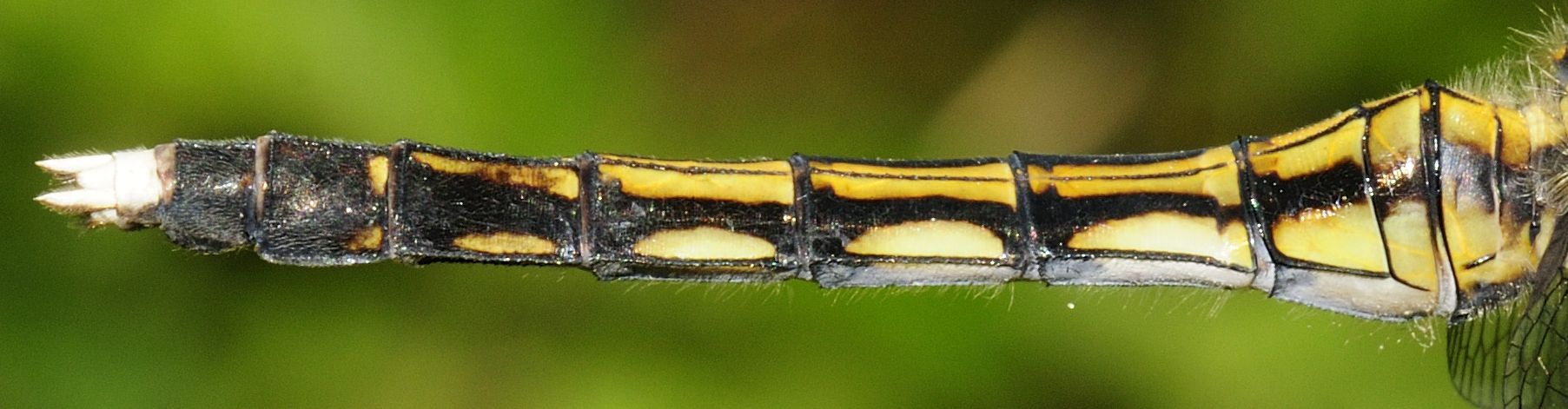
Bakkroppen hos en trollslända (hona).

Bakkroppen är långsträckt och smal och har tio segment. Flicksländor och jungfrusländor har oftast särskilt lång och smal bakkropp, medan de egentliga trollsländorna, som i regel är robustare byggda‚ har något tjockare bakkropp. Några arter av de egentliga trollsländorna har en för insektsordningen en ovanligt bred bakkropp, som bred trollslända. Hos flodtrollsländor kan bakkroppen vara lite klubbformad, det vill säga vara bredare mot spetsen. Vid bakkroppens spets finns en sorts utskott som kallas analbihang. Honor har två små analbihang som möjligen har en funktion som känselorgan vid äggläggning. Hanarnas analbihang är större och används för att gripa tag om honan inför parningen. Hos egentliga trollsländor finns hos hanarna två övre och ett undre utskott som bildar en parningstång. Med parningstången fattar trollsländehanen tag i honans nacke inför parningen. Flicksländornas och jungfrusländornas hanar har två övre och två undre utskott. Med dessa utskott fattar hanen ett tag om honans halsring inför parningen. Könsöppningen finns hos både hanar och honor på undersidan av det nionde bakkroppssegmentet. På undersidan av åttonde och nionde bakkroppssegmentet har honan en äggläggare. Hanens parningsorgan för överföring av sperma finns på andra och tredje bakkroppssegmentets undersida, det vill säga på den främre delen av bakkroppens undersida.
Trots den kraftiga synthorax, den långa bakkroppen och det faktum att trollsländor är relativt stora insekter väger de mycket lite. Inte ens de största trollsländorna väger mer än cirka ett gram. Detta beror på att det mesta av volymen i bakkroppen, förutom de vitala organen‚ utgörs av luftsäckar. Även inuti synthorax finns, förutom organ och flygmuskler, luftsäckar. Luftsäckarna skiljs från blodet och organen av tunna membran. Förutom att luftsäckarna fyller ut kroppsdelen till en relativt liten viktkostnad så har luftsäckarna i synthorax en isolerande effekt som gör att flygmusklerna blir mindre känsliga för lägre temperaturer än vad de annars skulle ha varit.

#### Vingar

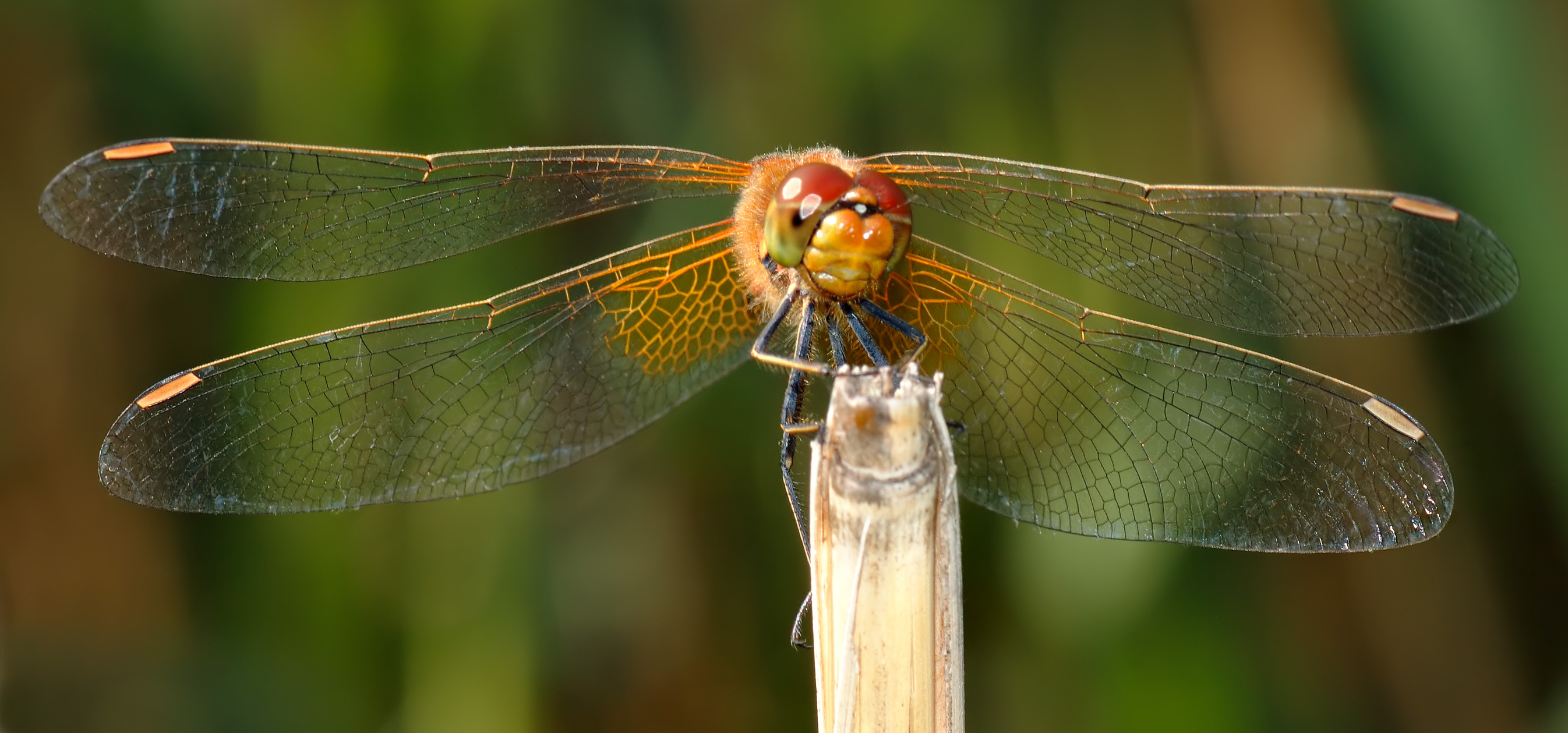
En trollslända med vingmärken tydligt synliga.

Trollsländor har två par stora vingar som är långsträckta till formen och försedda med ett tydligt mönster av längsgående och tvärgående vingribbor. De längsgående vingribborna är grövre och ger vingen tillräcklig stadga för att flyga medan de tvärgående vingribborna är tunnare och ger vingen den elasticitet som behövs. De längsgående och tvärgående vingribborna delar in vingen i många mindre fält som kallas vingceller, eller bara celler, och det nät som bildas kallas ribbnät. Vingcellernas antal och utseende, och ribbnätets mönster varierar mellan olika familjer, släkten och arter av trollsländor och är därför en viktig bestämningskaraktär. Ett utmärkande drag för trollsländor är att de har en liten inbuktning och en särskilt grov tvärgående vingribba ungefär mitt på vingens framkant, som kallas vingnod. Vid framkanten av vingen, nära vingspetsen finns, undantaget hos jungfrusländor, ett tydligt vingmärke (pterostigma), vilket är en oftast långsmal och färgad vingcell vars utseende fungerar som en viktig bestämningskaraktär. Jungfrusländehanar saknar helt vingmärke, dock kan jungfrusländehonor ha ett falsk vingmärke, en färgad fläck som genomskärs av vingribbor, till skillnad från ett äkta vingmärke som består av en enda vingcell.

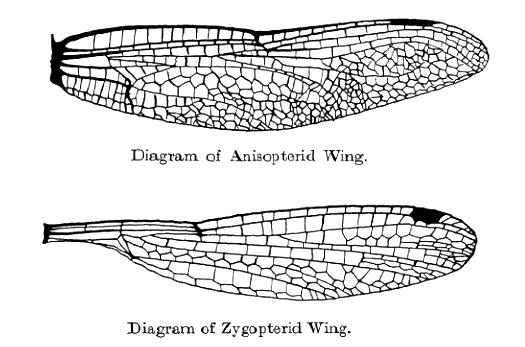
Illustration som visar skillnaden i vingens utseende mellan egentliga trollsländor (överst) och flicksländor och jungfrusländor (underst).

Framvingar och bakvingar hos flicksländor och jungfrusländor har nästan samma form och de har smal vingbas. Egentliga trollsländor har framvingar och bakvingar med mera olika form och bredare vingbas. Skillnaden mellan vingparen hos de egentliga trollsländorna är att bakvingarna är bredare än framvingarna. Det är särskilt tydligt för den inre delen av vingen. Vid vila håller egentliga trollsländor och flicksländor och jungfrusländor vingarna på olika sätt. Hos egentliga trollsländor hålls vingarna utfällda åt sidorna. Bland segeltrollsländor (en familj egentliga trollsländor) är det vanligt att vingarna riktas något snett framåt och nedåt. Vilande flicksländor och jungfrusländor håller istället vingarna sammanslagna över kroppen, förutom smaragdflicksländor av släktet Lestes som ofta vilar med halvt utslagna vingar.
Vingparen hos trollsländor kan röras oberoende i förhållande till varandra då flygmusklerna verkar på vingarna genom direkt vingrörelse. Musklerna som sänker vingen är direkt kopplade till vingen och musklerna som höjer vingen fäster i ryggplåten och verkar på vingarna genom denna. Det gör att vingparen kan röras både i mottakt och i takt med varandra. Vingarna slår ungefär trettio slag per sekund, vilket är för långsamt för att det ska uppstå någon flygton, men ett frasande vingljud kan ibland höras beroende på att vingarnas kanter snuddar varandra. Särskilt egentliga trollsländor har en varierad flykt och kan stå stilla i luften, flyga snabbt framåt och plötsligt dyka nedåt eller ändra riktning tvärt. Manöverskickligheten är viktig för trollsländornas framgång vid bytesjakt. Flicksländor och jungfrusländor är inte riktigt lika goda flygare som egentliga trollsländor och jagar helst långsammare byten, eller tar byten som sitter stilla. En anledning till skillnaden i flygskicklighet är att kroppens tyngdpunkt är något olika hos de två grupperna. De egentliga trollsländorna har en för flygförmågan bättre balanserad tyngdpunkt medan jungfrusländor och flicksländor har en mindre gynnsam tyngdpunkt som gör dem något baktunga. Trollsländor är inte de snabbaste flygande insekterna men de egentliga trollsländorna kan ändå flyga i en för insekter relativt hög hastighet på 30 till kanske så mycket som 50 kilometer i timmen. Uthålligheten hos dessa trollsländor är också stor och de kan vid vackert väder flyga flera timmar utan att landa och vissa arter är kända för kunna göra långa vandringsflygningar.

#### Färger

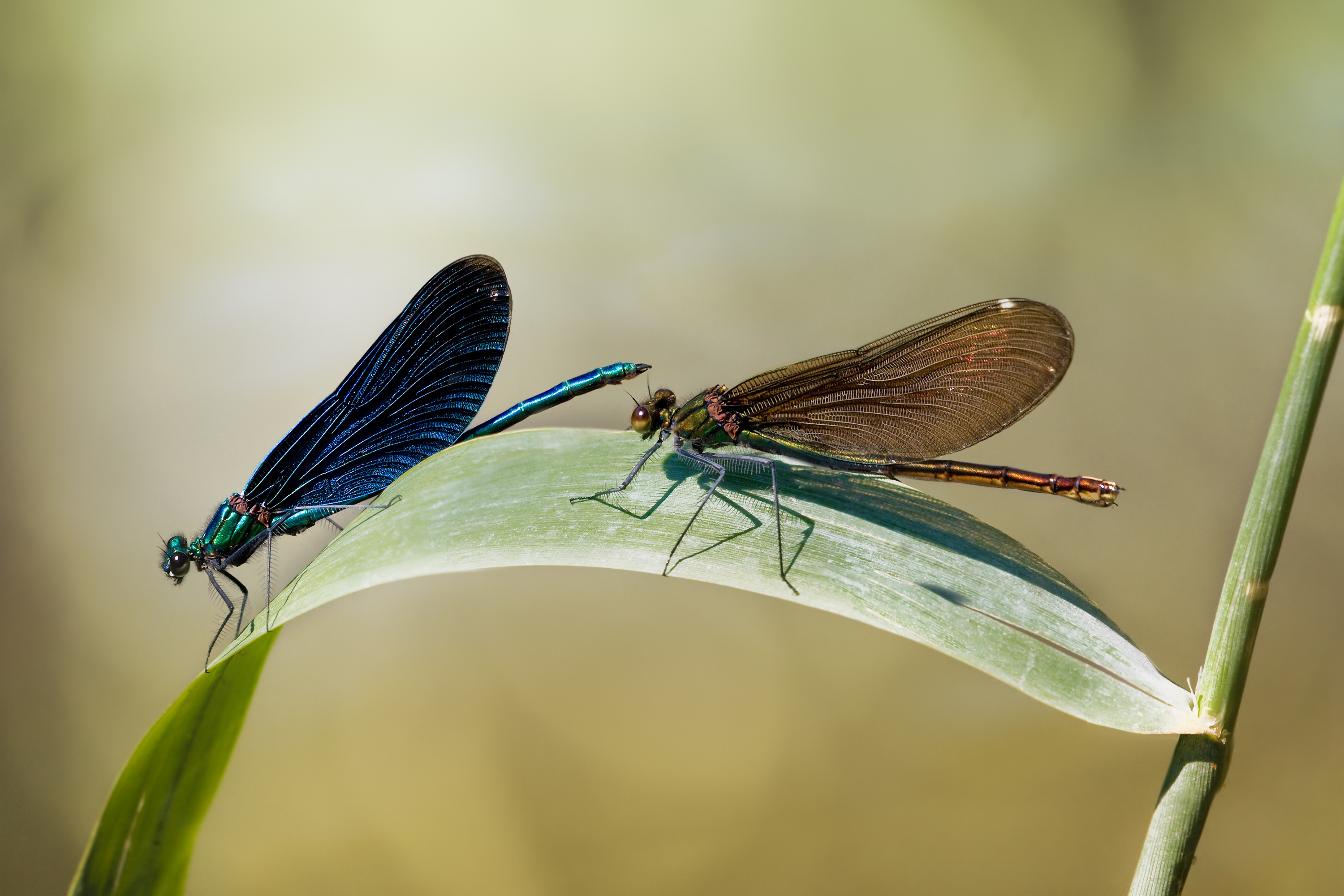
En hane och hona av blå jungfruslända. Hanen är blå, honan mer brun.

Trollsländor uppvisar stor variation i färgteckning både vad gäller kropp och vingar. Kroppen kan vara allt från oansenligt brun till klart röd eller skimrande grön eller blå. Vingarna kan vara genomskinliga, eller helt eller delvis färgade. De färger som trollsländor uppvisar kan delas in i två olika typer, pigmentfärger och strukturfärger. Pigmentfärger är färger som kommer av färgämnen som finns i ytterhudens celler, eller celler strax under denna. Strukturfärger är färger som kommer av hur ljusets reflekteras mot ytterhudens mikrostrukturer vilket skapar interferens. Bruna, svarta, röda och gula färger beror ofta på pigmentfärg medan iriserande grönaktig eller kopparfärgad glans hos exempelvis glanstrollsländor eller blå färg hos mosaiktrollsländor, är exempel på strukturfärg.
Könen har ofta olika färgteckning, så kallad könsdimorfism. Hanarna har ofta klarare färger medan honorna vanligtvis har mer oansenliga färger vilket leder till att honorna är bättre kamouflerade vid äggläggningen. Hos vissa arter förekommer det olika färgmorfer hos honorna, där en hona som har en annorlunda färgteckning gentemot hanen benämns heterokrom medan en hona som har en färgteckning som liknar hanens benämns homokrom.
Nyligen kläckta, ännu inte könsmogna trollsländor, så kallade juveniler, är ofta inte fullt utfärgade och uppvisar vanligen vissa skillnader i utseendet gentemot könsmogna (adulta) individer.

### Nymf
Nymfen hos trollsländor är vattenlevande och livnär sig på rov. Den har sex ben, kraftiga käkar, två fasettögon, tre punktögon, två korta antenner och i senare stadier små vinganlag. Underläppen är ombildad till ett griporgan, som kallas fångstmask. Fångstmasken är då den inte används tillbakavikt. När nymfen upptäcker ett byte kan fångstmasken blixtsnabbt skjutas fram och gripa tag om bytet. Fångstmasken hos nymfen är anpassad till levnadssättet och ser olika ut hos olika arter.
Nymfer av jungfrusländor och flicksländor har långsmal kropp med tre stora gälblad vid bakkropsspetsen. De egentliga trollsländornas nymfer har mer robust kroppsbyggnad och saknar yttre gälblad. Nymfer av mosaiktrollsländor har spolformad bakkropp medan nymfer av segeltrollsländor och glanstrollsländor har en bredare och plattare kroppsbyggnad.

## Ekologi

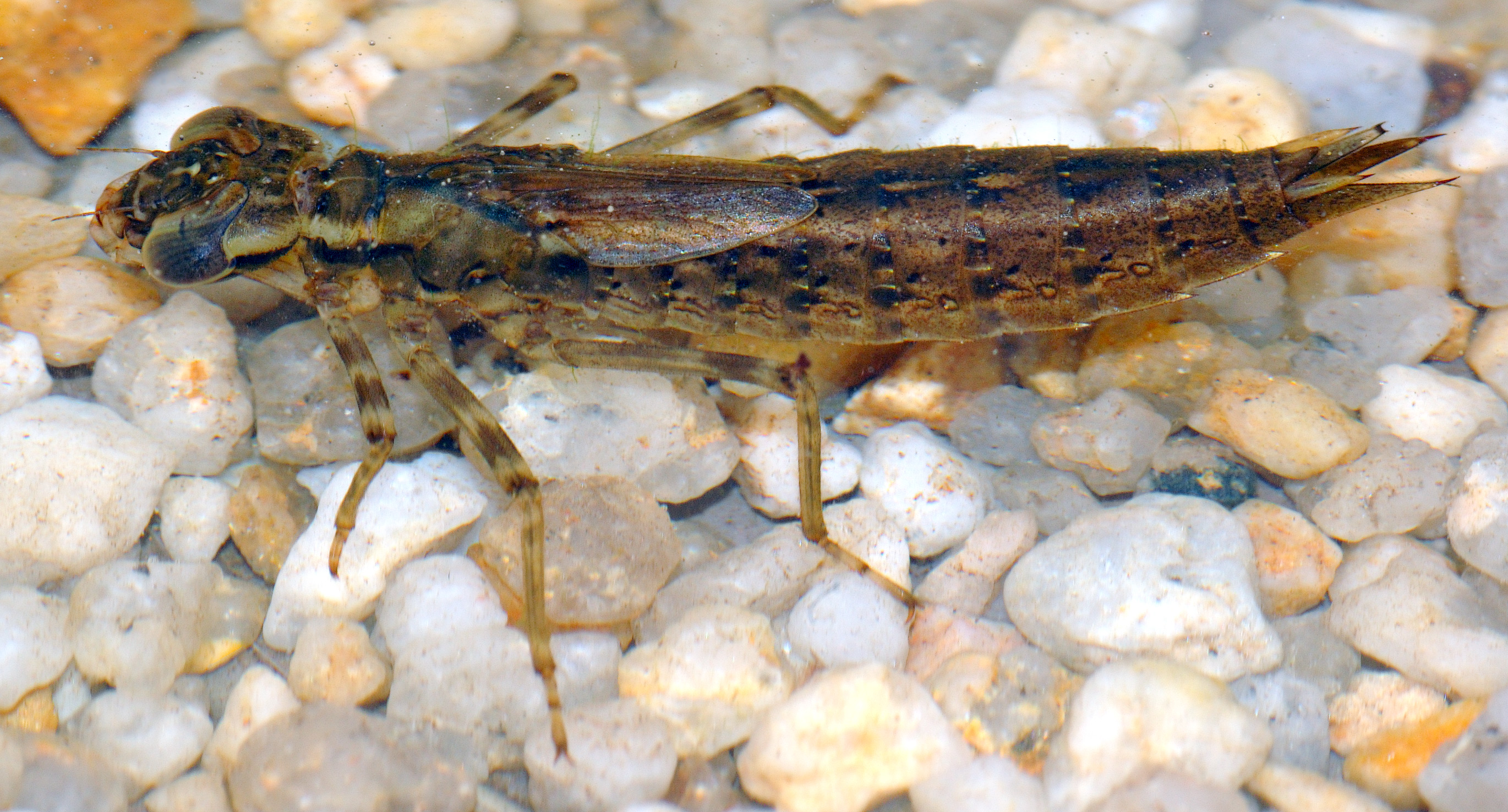
En nymf av blågrön mosaiktrollslända.

Trollsländor har en livscykel med ofullständig metamorfos och tre huvudsakliga stadier: ägg, nymf och imago. Utvecklingstiden varierar från art till art men är också beroende av klimat. I varma delar av världen finns arter som kan ha mer än en generation under ett år, medan trollsländor i norr kan ha en utveckling som sträcker sig över flera år. Honan lägger ägg i vatten och nymfen kryper upp ur vattnet när den är redo att förvandlas till fullbildad trollslända. Som imago lever trollsländor oftast bara i några veckor, som mest omkring två månader eller tio veckor. Enstaka undantag finns, till exempel vinterflicksländan som övervintrar som imago och därför har ett ovanligt långt liv som fullbildad - omkring tio månader.
Fullbildade trollsländor håller vanligen till i närhet av vatten där nymferna utvecklas. Undantaget är ej könsmogna trollsländor, framförallt egentliga trollsländor, vilka kan flyga iväg långt från vatten. När de blir könsmogna återvänder de till vatten för fortplantning. Flicksländor och jungfrusländor håller sig också som juveniler ganska nära vatten. Könsmogna honor hos egentliga trollsländor uppsöker vatten för parning och äggläggning men tillbringar annars vanligen mindre tid vid vatten än vad hanarna gör.

### Habitat
De flesta trollsländor föredrar lugna vatten för fortplantning, men det finns även trollsländor, som flodtrollsländor, som föredrar rinnande vatten. Sjöar, dammar, åar och kärr och andra våtmarker med öppna vattenytor är exempel på habitat som lockar många trollsländor. Trollsländor förekommer även vid kulturskapade eller anlagda småvatten, exempelvis vattenfyllda gamla märgelgravar, risfält och kanaler. De allra flesta trollsländor fortplantar sig bara i sötvatten, men några arter tål bräckt vatten med en lägre salthalt.

### Revirbeteende
Könsmogna trollsländehanar försvarar ett revir i närheten av vatten. Reviret består vanligen av en bit strandkant som hanen patrullerar och försvarar mot andra hanar. Kommer honor in i reviret försöker hanen para sig med dem. Oftast är inte reviren permanenta till sin karaktär. Vilket område hanen försvarar kan förändras över dagen och kan delvis överlappa andra hanars områden. Jungfrusländor har det tydligaste revirbeteendet medan många små flicksländor inte verkar ha något särskilt bestämt revir. Hanarnas strider är häftiga men korta då en av hanarna snabbt brukar ge upp och det blir sällan större skador.

### Parning
De flesta trollsländor har inget direkt uppvaktningsbeteende, undantaget jungfrusländor där hanen tydligt uppvaktar honan, och vissa flicksländor som utför en guppande flykt kring honan. Hanen hos jungfrusländor uppvaktar honan genom att stå stilla i luften nära henne och slå snabbt med vingarna samtidigt som han böjer upp sin bakkropp för att visa en fläck som fungerar som igenkänningssignal. Om fläcken inte har rätt utseende avvisar honan den uppvaktande hanen.

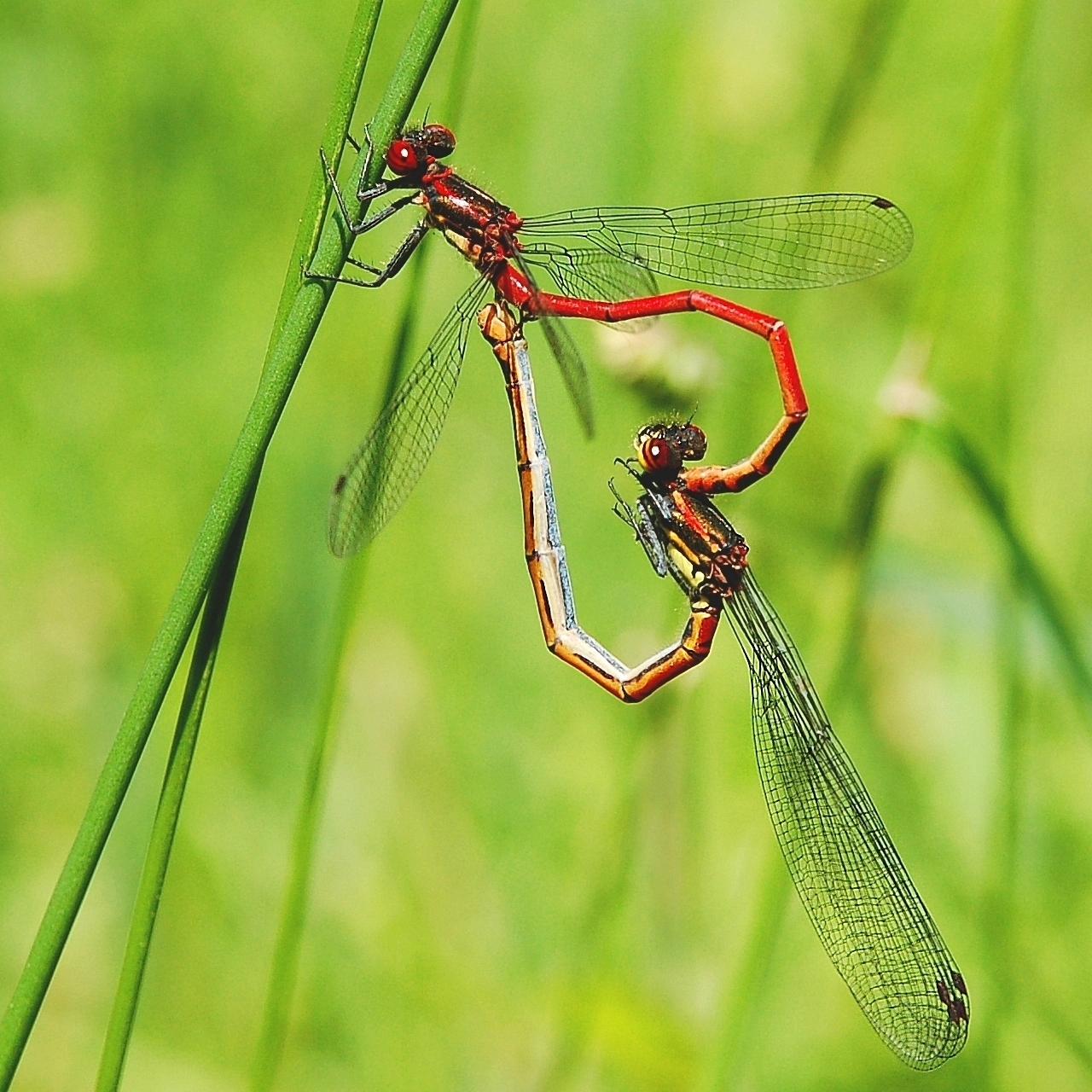
Parningshjul, röd flickslända.

Innan parningen måste hanen föra över sperma från könsöppningen vid bakkroppsänden till parningsorganet på den främre delen av bakkroppen eftersom det saknas en inre förbindelse mellan könsorganen som producerar sperma och parningsorganet som ska överföra sperman till honan. Det gör han genom att böja in bakkroppen under sig och fylla upp parningsorganets sädesblåsa med sperma.

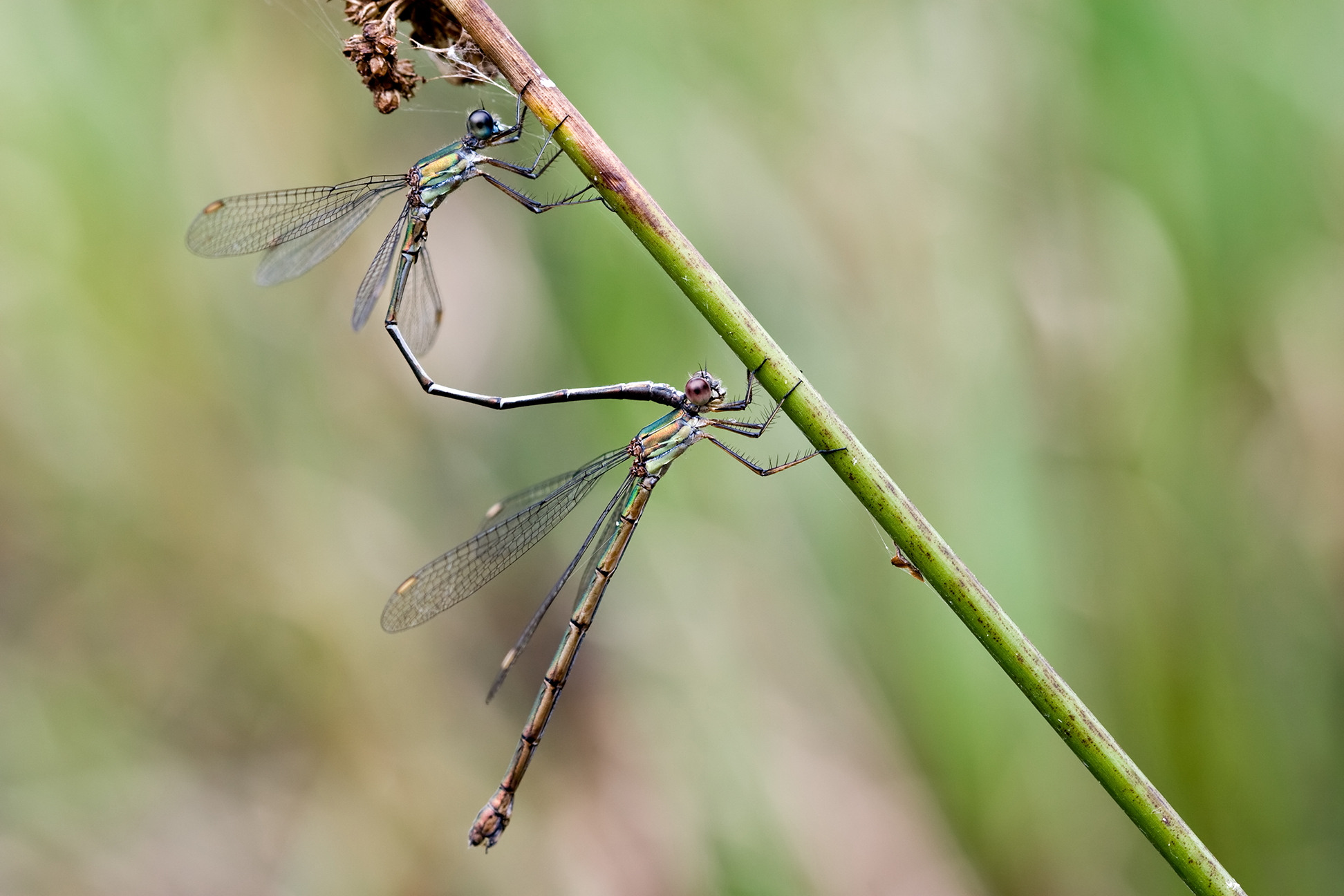
Flicksländor i tandemställning.

När hanen hos egentliga trollsländor sänker sig ner över honan placerar han först sina ben på hennes mellankropp och huvud och böjer in bakkroppen så att han kan fatta tag om honans nacke med sin parningstång. Flicksländor och jungfrusländor gör på samma vis, men hanen fattar tag om honans halsring. Då hanen fått grepp om honan på detta sätt släpper han taget om henne med benen. I detta skedet kan det sammankopplade paret flyga iväg. Den position som hanen och honan befinner sig i när de är sammankopplade så här kallas för tandemställning.
Det nästa steget i parningen är att hanen får honan att böja upp bakkroppen för att hennes könsöppning ska kunna fästas vid hans parningsorgan. Därmed bildas det för trollsländorna typiska parningshjulet. Om paret lyckas med att bilda ett parningshjul kan hanen överföra sperma till honan och befruktning ske. Om inte honan är parningsvillig går det inte och hanen får avbryta parningsförsöket. Parningshjulet kan bildas i flykten eller sittande, exempelvis på en kvist eller ett strå. Parningshjulet kan bestå olika länge beroende på art. Hos vissa trollsländor varar parningshjulet inte i mer än några sekunder, andra är förenade i åtminstone ett par minuter och ibland närmare en halvtimme, och i något fall hos flicksländor så länge som upp till tre timmar.
Under parningen försöker hanen förutom att överföra sin egen sperma ofta pumpa bort sperma från eventuella andra hanar som tidigare har parat sig med honan för öka chansen att det är han som befruktar äggen. Färgteckning och kroppens storlek och form samt beteende är karaktärer som hanar och honor av samma art kan känna igen varandra på. Analbihangen som hanen fattar tag om honan med är olika utformade hos olika arter och en karaktär på vilken honan kan avgöra om hanen är av rätt art. På motsvarande vis kan hanen med sina analbihang känna om honan är av rätt art på formen på området där han griper tag i henne.

### Äggläggning

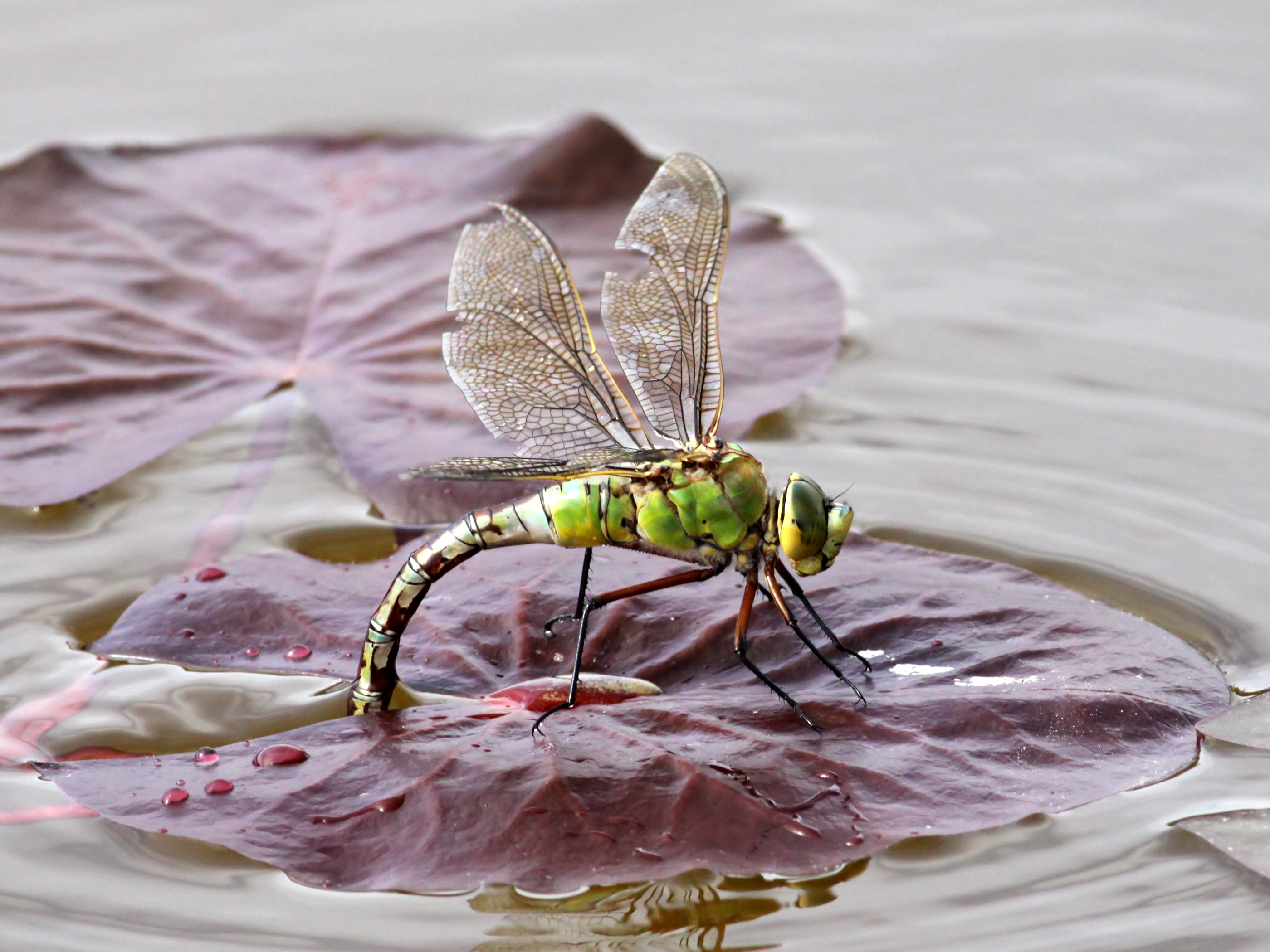
Äggläggande kejsartrollslända.

Efter parningen följer äggläggningen. Den kan utföras av honan ensam, eller med hanen ledsagande honan i tandemställning. Hos trollsländor där hanen ledsagar honan håller paret ihop olika länge. Många arter inleder äggläggningen i tandemställning, men sedan släpper hanen taget om honan som fortsätter äggläggningen ensam. Hanen kan vakta honan en kort tid, något som är fallet hos flera segeltrollsländor vars hanar ryttlar en stund i luften nära den äggläggande honan. Om en annan hane närmar sig honan kör den vaktande hanen bort honom.

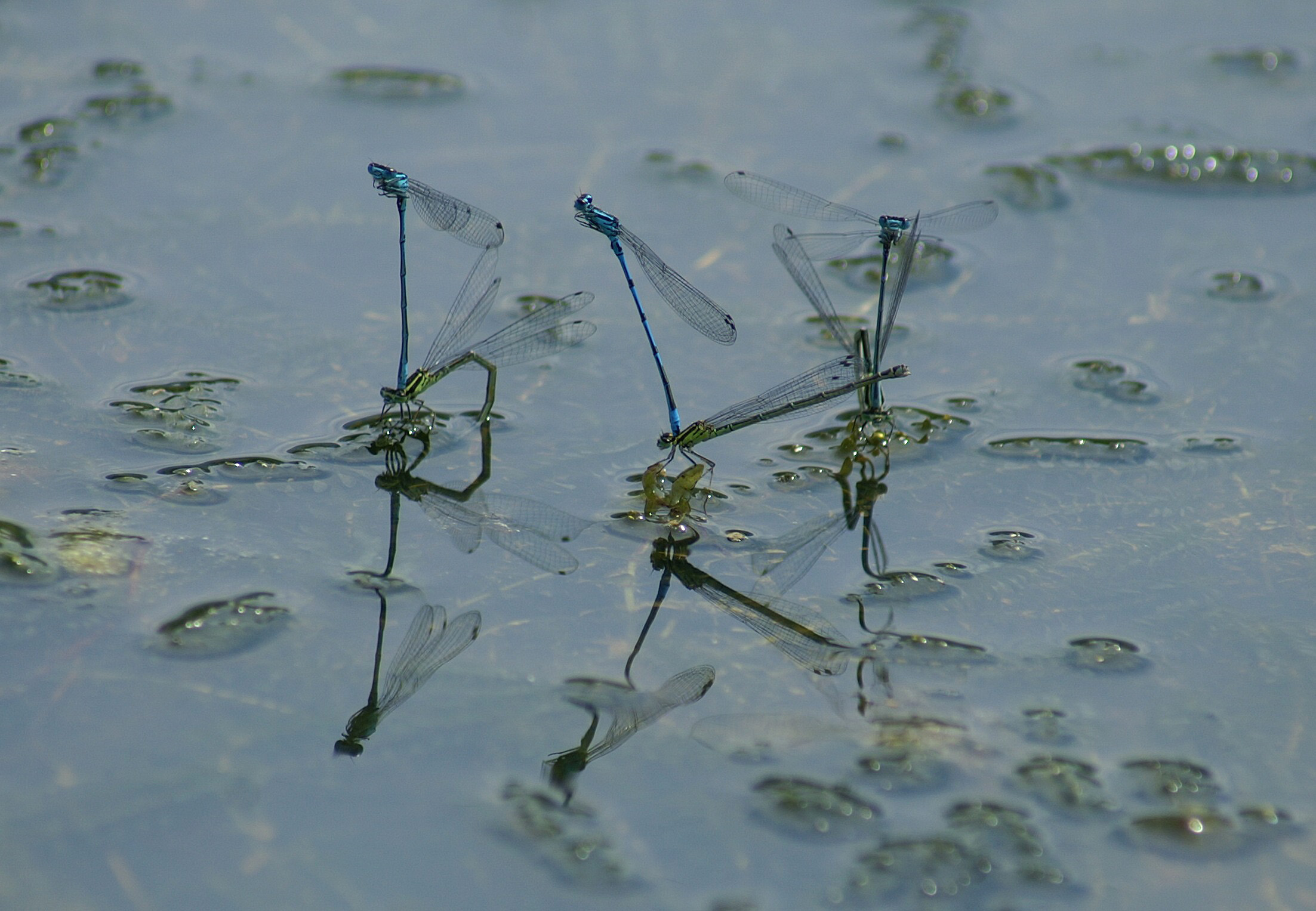
Ljus U-flickslända som lägger ägg i tandemställning.

Äggläggningen kan vara endofytisk eller exofytisk. Endofytisk äggläggning innebär att äggen sticks in i växtdelar och exofytisk äggläggning att äggen släpps fritt i vattnet. Jungfrusländor, flicksländor och mosaiktrollsländor är tre grupper av trollsländor som har endofytisk äggläggning. Äggen läggs i vattenväxter, med enstaka undantag som flicksländan Lestes viridis vilken lägger ägg under barken på över vatten hängande grenar. När ägget kläcks faller nymfen i vattnet. Flodtrollsländor, glanstrollsländor och segeltrollsländor har exofytisk äggläggning. Kungstrollsländor sticker ner sina ägg i sandiga bottnar.
Det är främst hos arter med endofytisk äggläggning som hanen ledsagar honan i tandemställning. Särskilt vanligt är det bland flicksländor. Hos vissa mosaiktrollsländor ledsagar hanen också honan, men hos de flesta gör han inte det. Jungfrusländornas hanar ledsagar inte honan i tandemställning, men kan visa henne en lämplig äggläggningsplats inom reviret. Hos arter med exofytisk äggläggning är inte hanen med under äggläggningen, utan honan lägger äggen ensam. Ett undantag är ängstrollsländor som börjar äggläggningen i tandemställning.
Honor som lägger ägg fritt i vattnet lägger vanligen ett stort antal små ägg. Oftast doppas bara bakkroppsändan ner i vattnet när äggen avges. Det kan utföras under flykt och beteendet upprepas flera gånger i följd. Vid varje dopp avges ett eller flera ägg tillsammans i en liten klump. Tvåfläckad trollslända lägger dock sina ägg i en sträng. Äggen skyddas av ett geléartat hölje. Detta hölje gör att äggen fäster vid botten eller vid vattenväxter och slampartiklar som fastnar på höljet gör äggen svårare att upptäcka för predatorer. Honor som sticker in äggen i växter lägger vanligen ett färre ägg men äggen är större. Dessa kan delvis eller helt krypa ner i vattnet under äggläggningen. Äggen sticks in ett och ett i växtdelar och både död och levande växtvävnad kan utnyttjas. Beroende på vilken trollsländeart det rör sig om föredras olika sorters vattenväxter.

### Nymfstadium

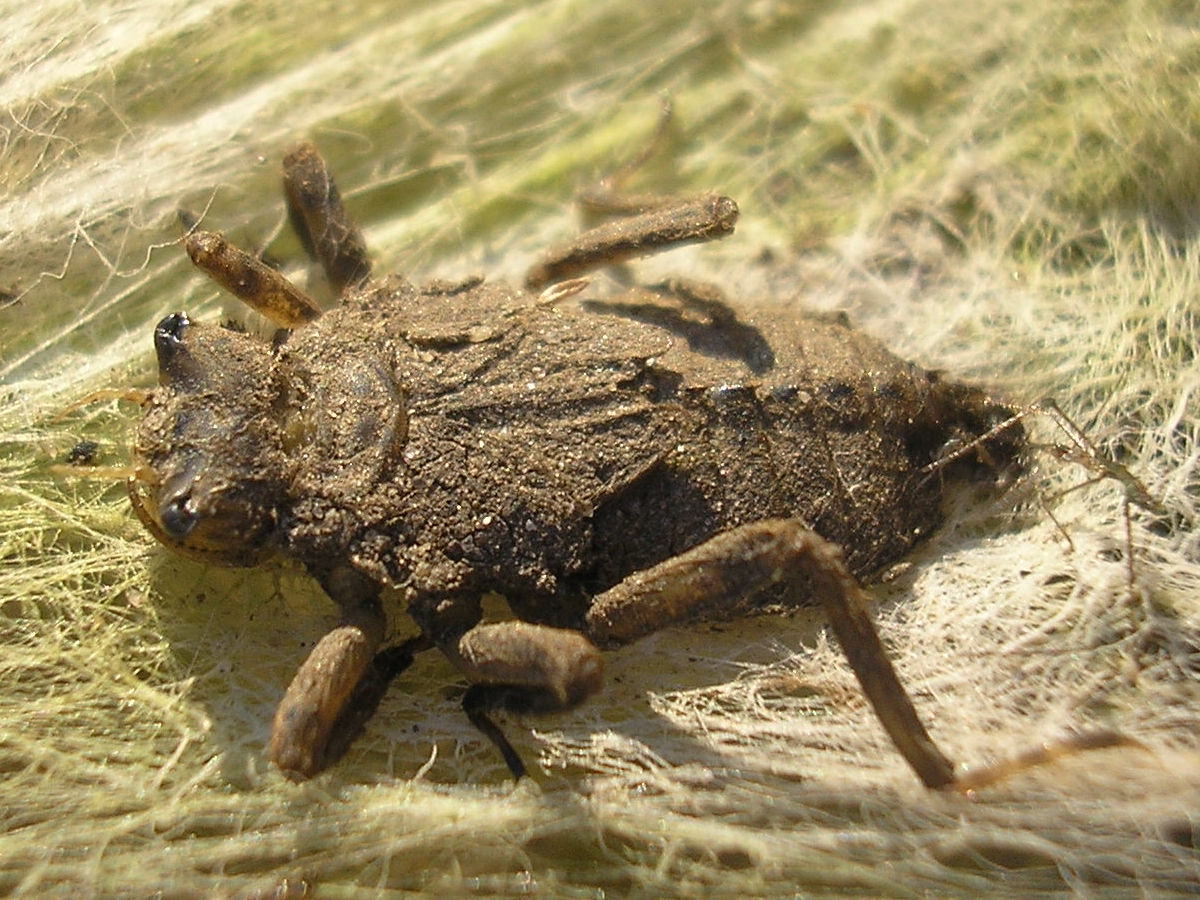
Nymf av bred trollslända

Den tid det tar innan äggen kläcks beror på temperatur och arten. I varmt tropiskt klimat går det fort och äggen kan kläckas redan efter en knapp vecka. I nordligare områden tar det längre tid, upp till ett år, eftersom utvecklingen av embryot stannar upp och går in i en diapaus över vintern.
När nymfen först kläcker ur ägget är den larvliknande och kallas för prolarv. Ganska snart efter kläckningen spricker dock prolarvshuden upp och den egentliga nymfen framträder. Utvecklingstiden för nymfen kan variera från endast omkring en månad till fem år. Hur lång tid det tar beror på arten och på klimatet. Vid lägre temperatur växer nymfen långsamt och om temperatur går under 10 °C stannar tillväxten i princip av. Mest gynnsamma temperaturen för nymfens tillväxt är mellan 20 och 25 °C. Antalet hudömsningar som nymfen genomgår under sin utvecklingstid är mellan nio och femton. Det varierar beroende på art, dock är inte antalet hudömsningar för en art helt bestämt eftersom det också kan förekomma en variation inom arterna.
Nymferna söker efter byten genom att röra sig långsamt fram över bottnen eller bland vattenväxter, eller genom sitta stilla i hopp om att upptäcka ett byte. För nymfer som är dagaktiva och rör sig fritt i jakten på byte är synen det viktigaste sinnet för bytesfångsten. Nymferna reagerar framförallt på bytets rörelser. För trollsländenymfer som sitter mer stilla eller är nattaktiva är känseln ett viktigt sinne. Nymfer tar alla sorters byten de klarar av att fånga. Mygglarver är vanliga byten, men andra sorters vattenlevande insektslarver, till exempel dagsländelarver fångas också, liksom små kräftdjur. Större nymfer kan ta grodyngel eller fiskyngel. Till nymfernas fiender hör framförallt fiskar. Större vattenlevande rovinsekter som vattenbi och olika sjöfåglar är andra hot. Kannibalism har observerats vid hållande av nymfer i fångenskap, men om och i vilken omfattning det förekommer kannibalism i naturen finns det inte mycket kunskap om.
Nymfer av jungfrusländor och flicksländor andas med de gälblad som finns vid bakkroppsändan. Nymfen klarar av att förlora ett eller flera gälblad eftersom den också kan ta upp syre genom huden, men den kommer då bli känsligare för syrebrist. Även om nymfen sällan gör det kan den simma genom vickande rörelser. Gälbladen fungerar då nästan som en fena. Andningen hos nymfer av egentliga trollsländor sker genom att nymfen pumpar vatten in och ut ur ändtarmen på vars insida det finns trakéförsedda utskott som tar upp syre. Om nymfen blir skrämd kan den genom att häftigt stöta ut vatten kvickt förflytta sig bort från faran. Flodtrollsländornas nymfer gräver under dagen ner sig i bottensedimentet där de är mer skyddade mot faror.

### Förvandling
När nymfen ska genomgå sin sista hudömsning och förvandlas till fullbildad slända kryper den upp ur vattnet. Nymfen klättrar upp och håller sig fast med benen vid något strå, eller vid en sten. De flesta trollsländor kläcker i närmast lodrät position eller hänger nedåt men hos flodtrollsländor kan kläckningen även ske i horisontellt läge. Den tomma huden, exuvium, blir kvarsittande, sedan den fullbildade trollsländan krupit ut.

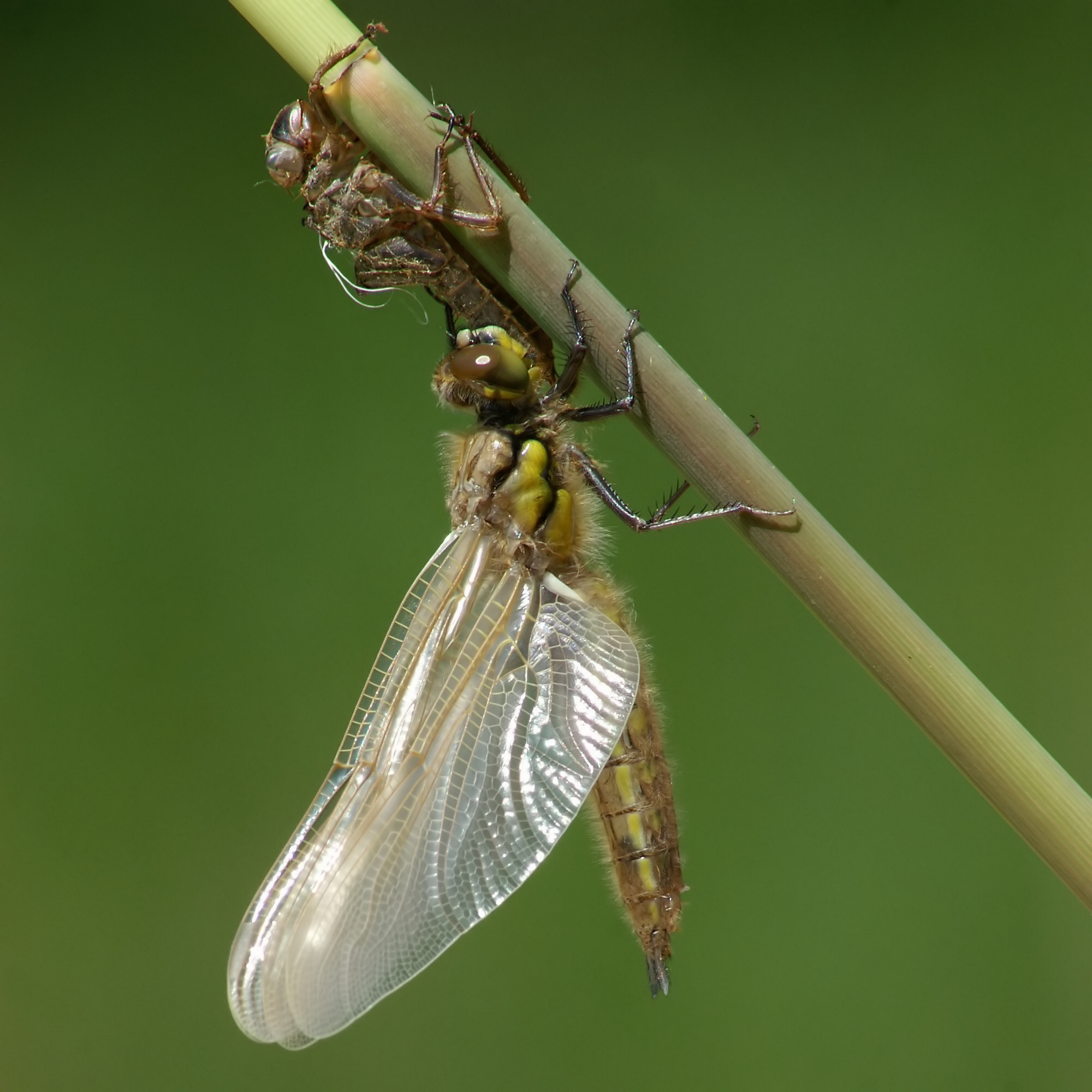
En nykläckt fyrfläckad trollslända.

Efter att huden spruckit upp arbetar sig den nykläcka trollsländan först fri med framkroppen och benen. Därefter blir det en paus då benen måste hårdna något för att bli användbara. Hos egentliga trollsländor hänger i den här fasen den nya sländan ofta med framkropp och huvudet nedåt, undantaget flodtrollsländor som inte hänger på det viset. När benen är användbara kan trollsländan krypa ur den spruckna huden som var nymfen och dra ut bakkroppen. Bakkroppen är i det här skedet kort och mjuk och vingarna är små och ligger tätt hopvikta. Processen att pressa ut kroppsvätska i vingarna och bakkroppen för att de ska få sin fulla storlek är nästa steget i förvandlingen.

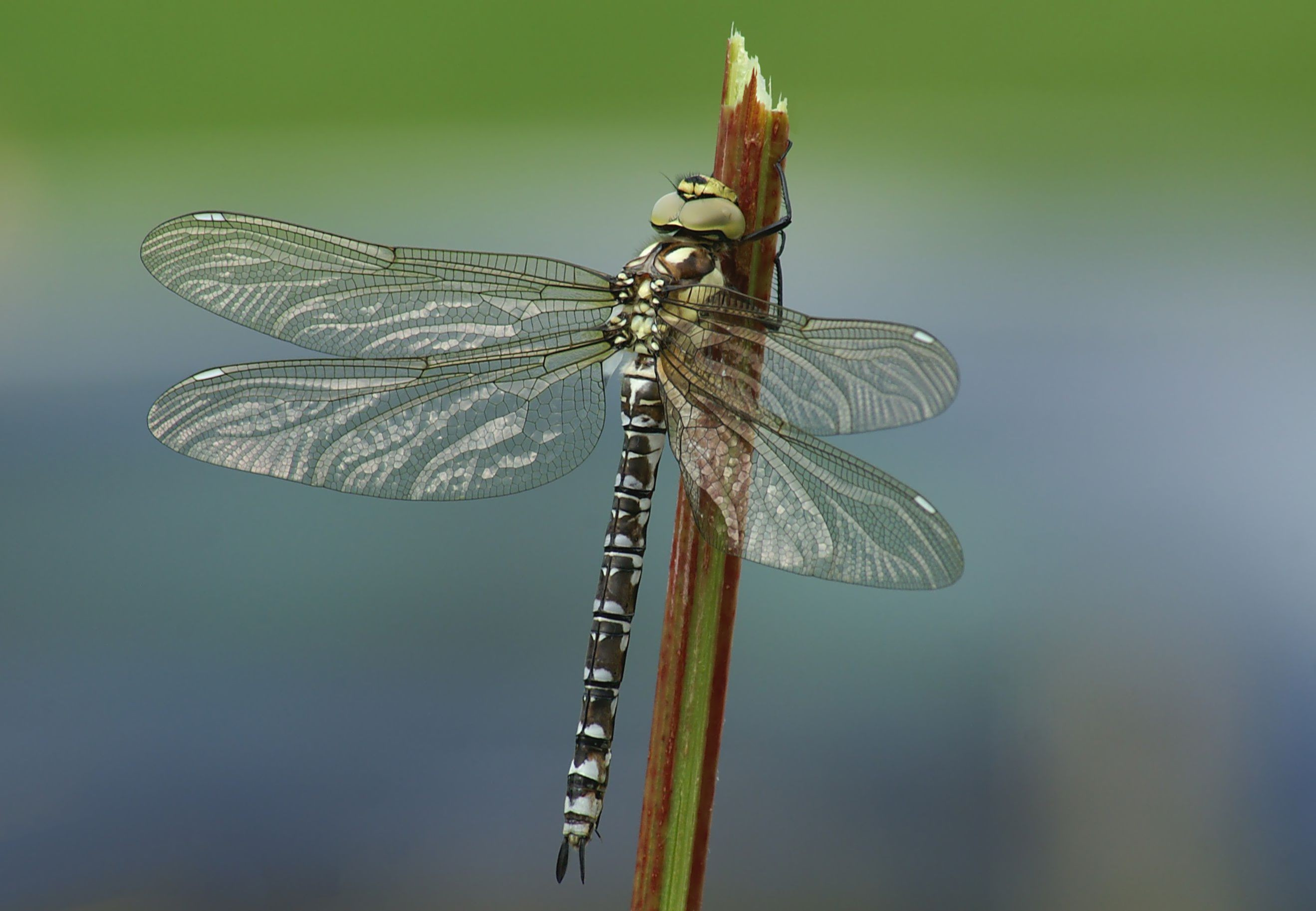
Fullbildad blågrön mosaiktrollslända.

Vingarna är när de börjar vecklas ut mjölkaktigt färgade, men klarnar när de fått sin fulla storlek och styvnat. Något som är viktig är att det inte finns något i vägen när vingarna spänns ut, eftersom vingarna i så fall kan bli krokiga. Då även bakkroppen fått sin fulla längd syns ofta en droppe överskottsvätska vid spetsen.
Kläckningsprocessen tar olika lång tid beroende på art men också beroende på temperaturen. Om det är varmt går det snabbare. Det kan variera mellan någon halvtimme och ett par timmar. Under den här tiden är trollsländan mycket sårbar eftersom kroppen är mjuk och den ännu inte kan flyga. När det yttre hudskelettet hårdnat och vingarna torkat och styvnat kan trollsländan göra sin första flygtur. Den första flygturen, eller jungfruflygningen, är osäker eftersom flygskickligheten ännu inte är uppövad och det kan hända att trollsländan hamnar i vattnet. I bästa fall lyckas den ta sig upp på exempelvis ett flytblad av någon vattenväxt och kan torka och flyga iväg igen.
Trollsländans första tid som bevingad imago är riskfylld. Dåligt väder är ett hot, om det är regnigt, blåsigt och kallt en längre tid dör många trollsländor innan de hunnit para sig. Predatorer är ett annat hot och unga trollsländor med osäkrare flykt är extra sårbara för predatorer. Flygskickligheten övas dock upp snabbt, redan andra dagen är trollsländornas flykt mycket säkrare. Tack vare sin flygskicklighet kan de egentliga trollsländor undgå många fåglar men det finns en del fåglar som klarar att fånga dem. Dit hör bland annat lärkfalk, tornfalk, aftonfalk, kungsfiskare och biätare. Flicksländor som inte riktigt flyger lika bra kan fångas av exempelvis rörsångare och sävsångare. Andra rovlevande insekter, som rovflugor, är ett annat hot för mindre trollsländor. Mot mindre trollsländor är också andra större trollsländor ett hot. Små trollsländor kan även fastna i spindelnät.

### Jakt och byten
Fullbildade trollsländor uppvisar två olika huvudstrategier vid jakt. En strategi är att aktivt flyga omkring och spana efter byten som mosaiktrollsländor gör. Dessa trollsländor jagar ofta över land, till exempel längs skogsbryn. Ängar är ett annat exempel på biotop som drar till sig många insekter som trollsländorna kan fånga. Den andra strategin är att sitta stilla på en utkiksplats och spana efter byten. Detta gör exempelvis  segeltrollsländor. Då den spanande trollsländan upptäcker ett byte flyger den snabbt upp för att fånga det (med sina ben). I segeltrollsländornas fall återvänder trollsländan när den fångat bytet ofta till sin tidigare utkiksplats. Flicksländor som jagar genom att spana från en utkiksplats återvänder endast sällan till samma utkiksplats när de har fångat bytet. Dessa små trollsländor kan även ta stillasittande byten.
Trollsländor är inte specialiserade i sitt val av byten utan vilka andra insekter som fångas beror mest på trollsländans storlek och på hur lätt bytet är att fånga. Små flicksländor och jungfrusländor tar mindre byten. Egentliga trollsländor kan ta större byten. Flugor och myggor är vanliga byten. Bladlöss och bladloppor fångas av små trollsländor. Dagsländor och nattsländor är ganska vanliga byten, liksom nätvingar. Små fjärilar och skalbaggar fångas ibland. Gaddförsedda steklar fångas sällan. Skinnbaggar som kan smaka illa är också mindre vanliga byten.
Forskare på Sveriges Lantbruksuniversitet och Åbo Universitet har kartlagt dieten hos tre arter genom att analysera bytets DNA i trollsländornas avföring. Arterna var Pudrad smaragdflickslända (Lestes sponsa), sjöflickslända (Enallagma cyathigerum) och svart ängstrollslända (Sympetrum danae). Det visade sig att de har tiotals olika insektsgrupper på menyn. En stor del av dieten var tvåvingar såsom harkrankar och spyflugor, men de hade också skalbaggar, steklar med mera bland sina favoritbyten. De tre trollsländearterna äter ungefär samma arter – och de har samma diet som vissa fåglar och fladdermöss.
Bytesjakten sker i regel på dagen men det finns också arter som jagar i skymningen, framförallt i tropiska delar av världen. Under natten söker trollsländorna skydd i vegetationen. I vegetationen tar de också skydd vid dåligt väder då de inte kan flyga och jaga.

## Evolution och systematik

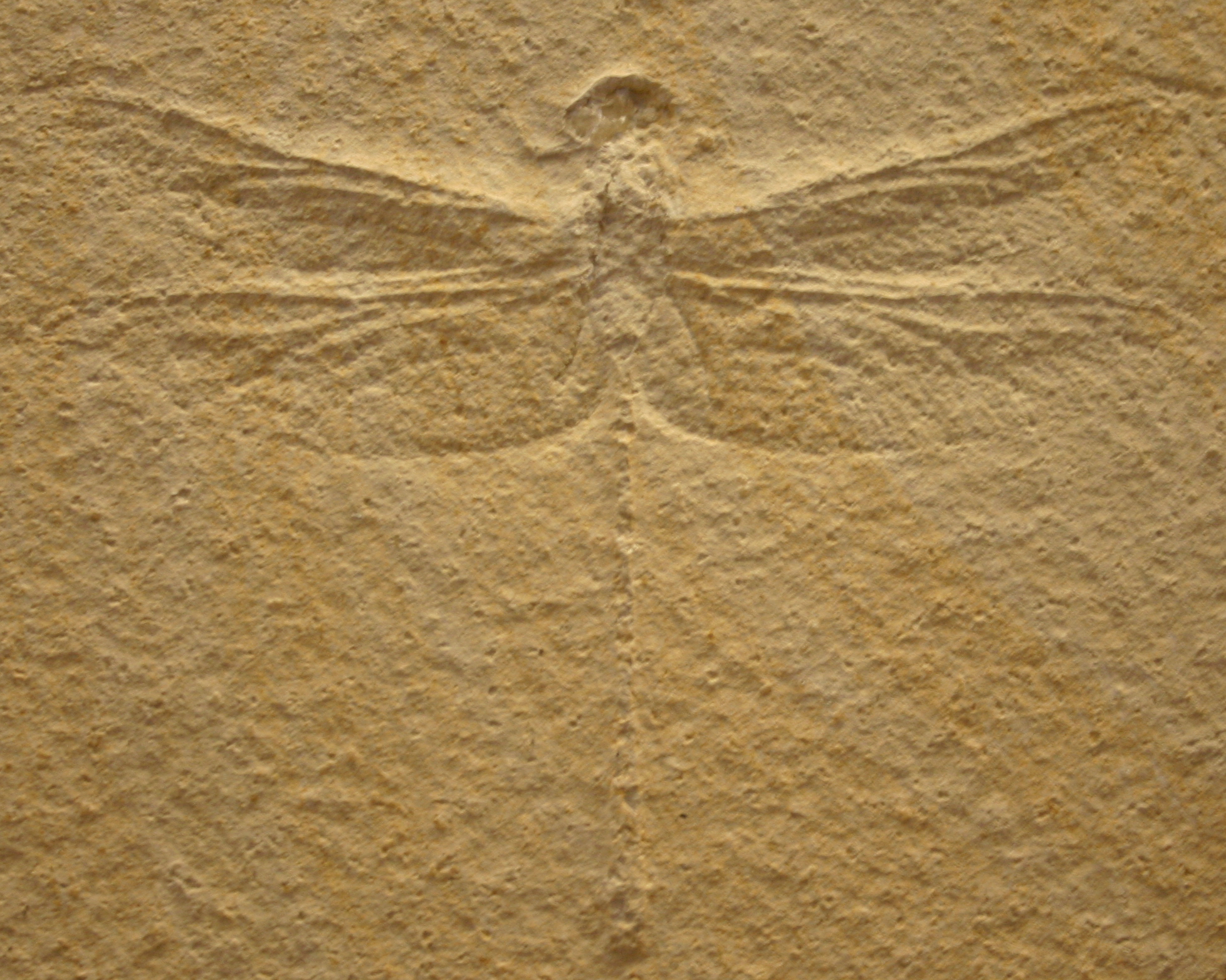
Fossil av trollslända.

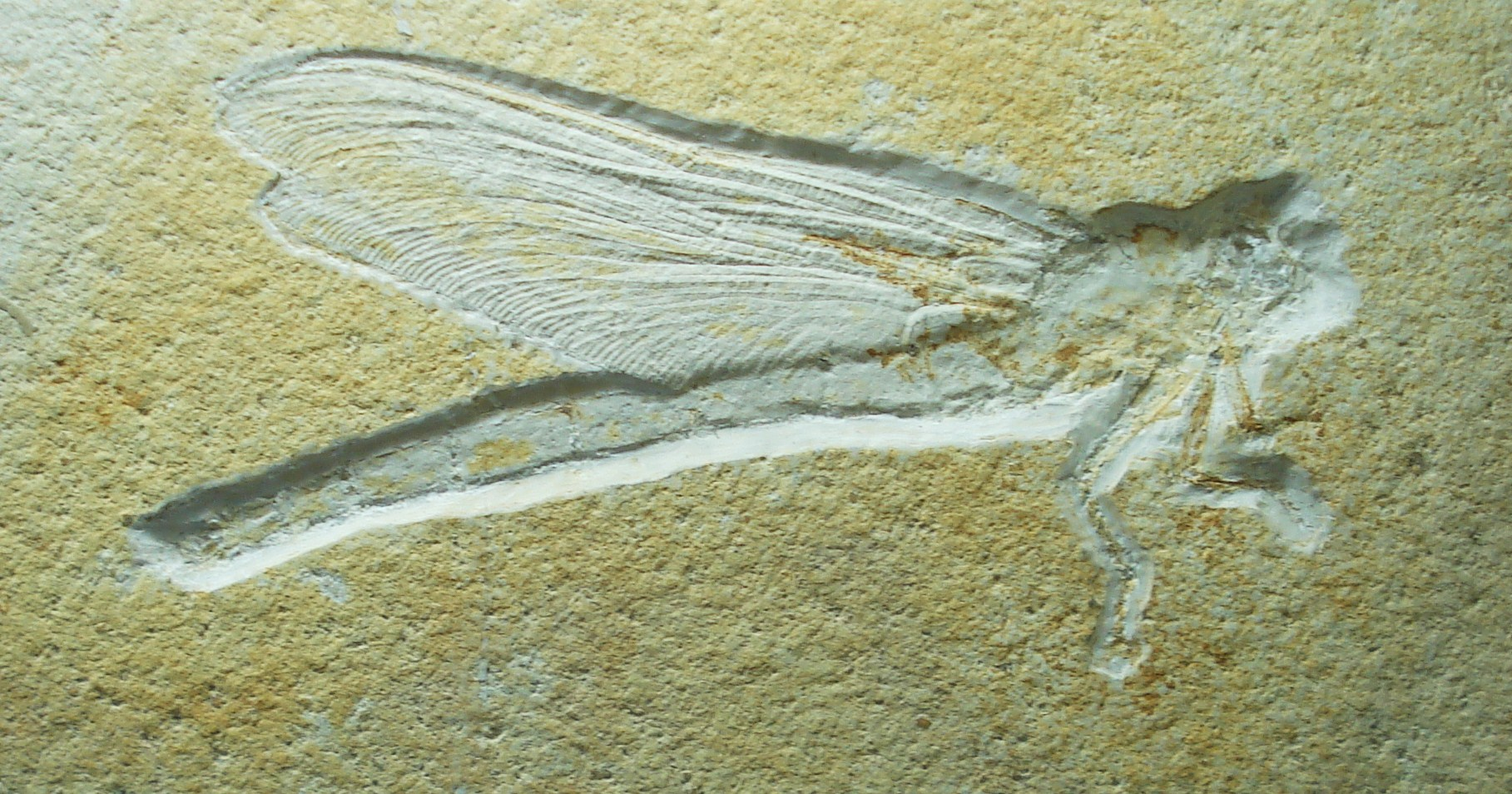
Anisophlebia helle.

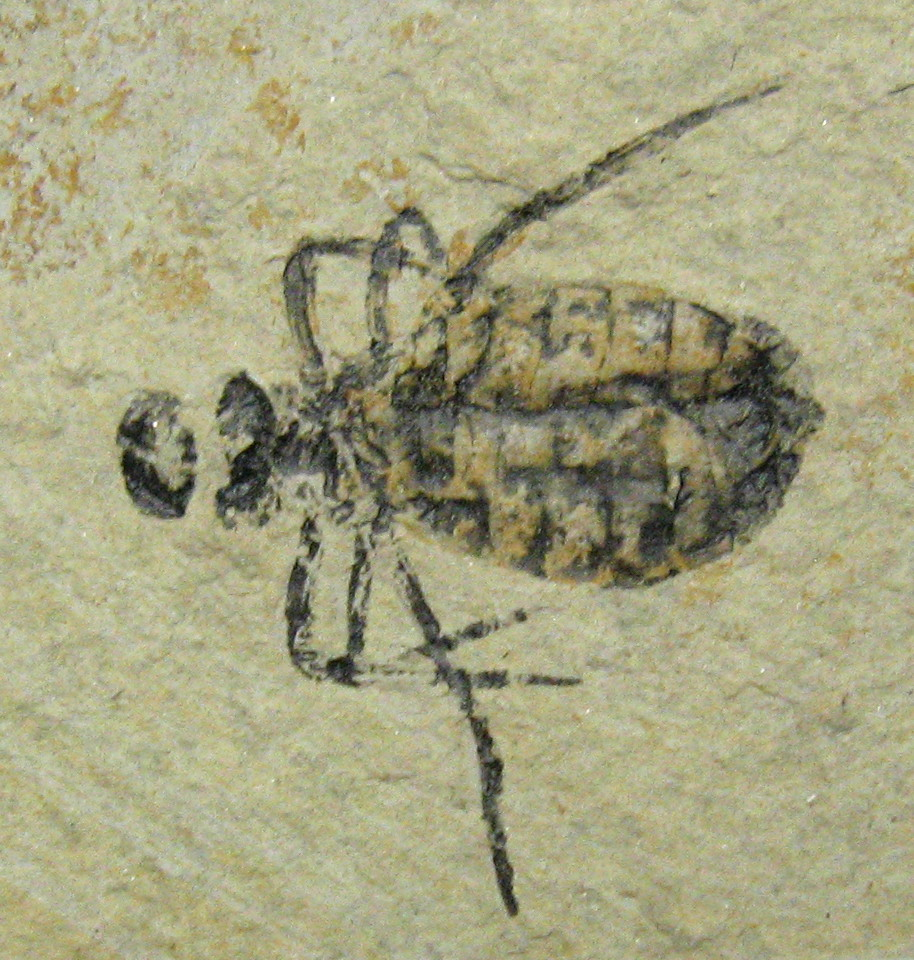
Fossil av en nymf, Libellula doris, från miocen.

Trollsländornas ursprung går tillbaka till yngre karbon för cirka 300 miljoner år sedan. Till den grundläggande uppbyggnaden liknar dagens trollsländor fortfarande sina tidiga förfäder vilket syns på de bevarade fossil som hittats. Genom evolutionshistorien har trollsländor som ordning förändrats jämförelsevis lite och de anses därför ofta som en av de primitivaste ordningarna av bevingade insekter.

### Tidig evolution
Under karbon och perm existerade jättesländor (Protodonata) och dessa tros vara trollsländornas äldsta förfäder. Jättesländorna var dock mycket större än dagens trollsländor. Som exempel kan nämnas arten Meganeura monyi som kunde ha ett vingspann på upp till 70 centimeter. Ett skäl till att jättesländor kunde bli så stora tros vara att syrehalten i atmosfären var mycket högre under karbon än idag.
Fynd av fossil visar att det senare utvecklades flera olika underordningar av trollsländor som är utdöda idag. Under perm för 299 till 251 miljoner år sedan uppkom Protanisoptera och Archizygoptera och under trias för 251 till 200 miljoner år sedan uppkom Triadophlebiomorpha. Protozygopthera, en annan tidig underordning anses ibland ingå i Archizygoptera. Under trias och krita för 251 till 65,5 miljoner år sedan utvecklades Anisozygoptera. Från jura finns fossil från en utdöd underordning med namnet Tarsophlebioptera. Vingens utveckling är viktig i studiet av trollsländornas evolution, dels för att många bevarade fossil är avtryck av just vingar och dels genom att vingens karaktärer kan skilja grupper åt. Jättesländor hade exempelvis ingen vingnod och inget vingmärkte. Protanisoptera visar en antydan till vingnod och ett diffust vingmärke. Archizygoptera var den första gruppen där vingnoden och vingmärket blev mer tydliga.

### Nutida trollsländor
De två stora grupper av trollsländor som finns idag, (egentliga trollsländor) och (flicksländor och jungfrusländor), utvecklades för 150 till 200 miljoner år sedan och dagens arter uppvisar fortfarande stora likheter med sina föregångare, särskilt från och med tertiär för cirka 50 miljoner år sedan. Båda grupperna uppvisar stor mångfald med nära 2 900 recenta arter. Av egentliga trollsländor har det därtill funnits minst fem numera utdöda familjer och av flicksländor och jungfrusländor två numera utdöda familjer.

### Klassisk indelning
Systematiskt delades dagens trollsländor länge in i tre underordningar, Anisoptera (motsvarande egentliga trollsländor), Zygoptera (flicksländor och jungfrusländor) och Anisozygoptera. Den tredje underordningen Anisozygoptera var mycket liten och innehåll bara två recenta arter (Epiophlebia laidlawi i östra Himalaya och Epiophlebia superstes i Japan. De två arterna sågs som en sista kvarlevande rest av en mellanform mellan Anisoptera och Zygoptera, eftersom de uppvisar drag som påminner om båda grupperna. Enligt nyare kladistiska studier har dessa två trollsländor dock en gemensam förfader med egentliga trollsländor och i indelningar som följer kladistiken förs dessa två arter därför ihop med egentliga trollsländor i underordningen Epiprocta.

### Kladogram
Kladogram efter kladistiska studier.
| Epiprocta | \| \| Epiophlebiidae (motsvarar Anisozygoptera) \| \| \| \| \| \| Egentliga trollsländor (Anisoptera) \| \| \| \| |
|           | \| \| Epiophlebiidae (motsvarar Anisozygoptera) \| \| \| \| \| \| Egentliga trollsländor (Anisoptera) \| \| \| \| |
|           | Flicksländor och jungfrusländor (Zygoptera)                                                                       |
|           | |
|           | Epiophlebiidae (motsvarar Anisozygoptera)                                                                         |
|           | |
|           | Egentliga trollsländor (Anisoptera)                                                                               |
|           | |

|  | Epiophlebiidae (motsvarar Anisozygoptera) |
|  |                                           |
|  | Egentliga trollsländor (Anisoptera)       |
|  |                                           |

### Familjer och arter
Denna översikt visar en indelning ner till familjenivå för nu levande trollsländor. Översikten utgår från en indelning med åtta överfamiljer och 27 familjer enligt F.M. Carpenter (1992) och C.A. Bridges (1993). men även andra familjer beskrivs nedan denna då indelningen i familjer är inte helt stabil och andra indelningar förekommer, exempelvis en indelning med 33 familjer. Sammantaget finns det över 600 släkten. Det antal arter som anges för familjerna i översikten avser beskrivna arter och utgår i huvudsak från World Odonata List. Då det kan råda delade meningar om artstatus är siffrorna att betrakta som ungefärliga.
Översikt över familjer och utbredning
- Odonata - Trollsländor

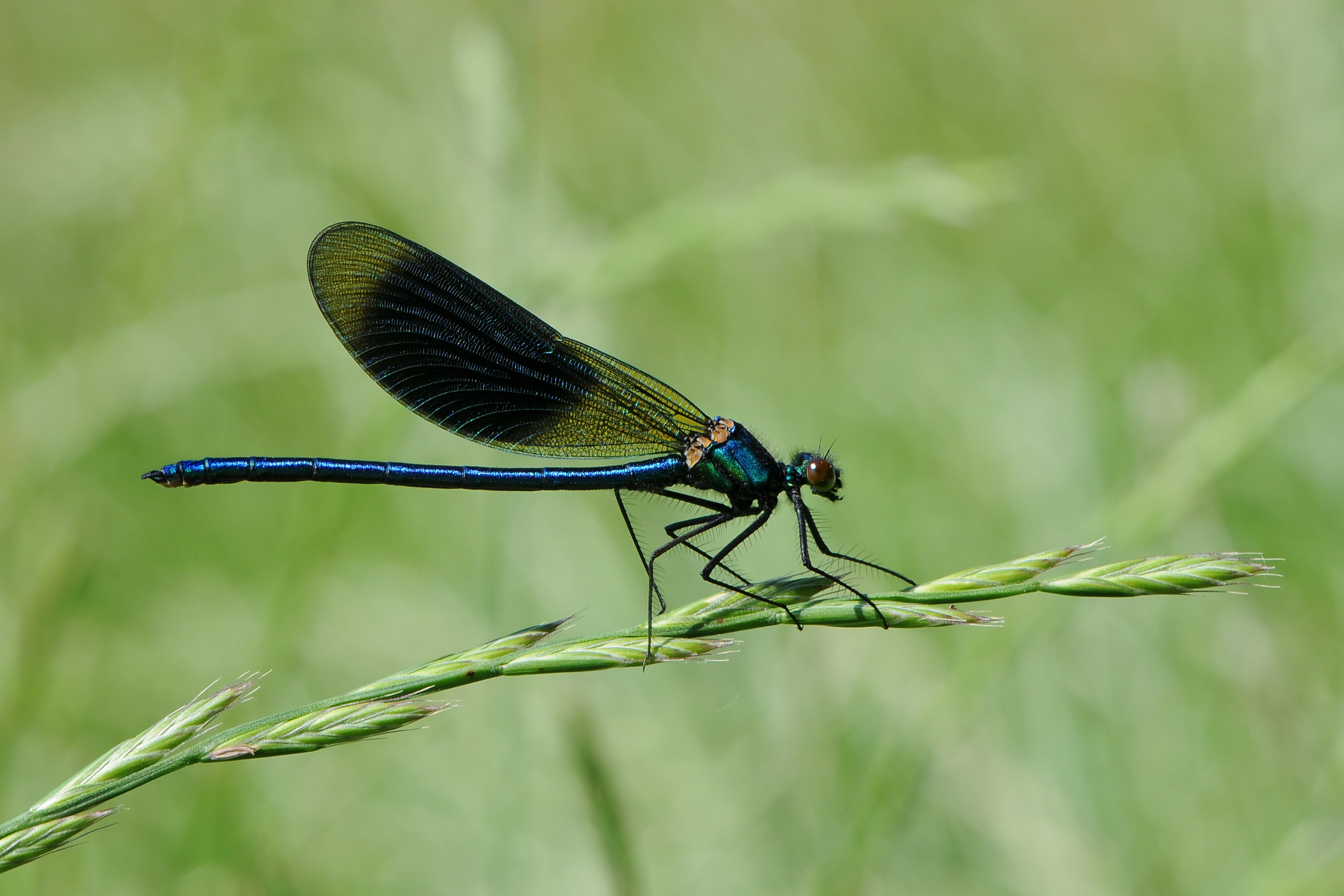
Blåbandad jungfruslända.

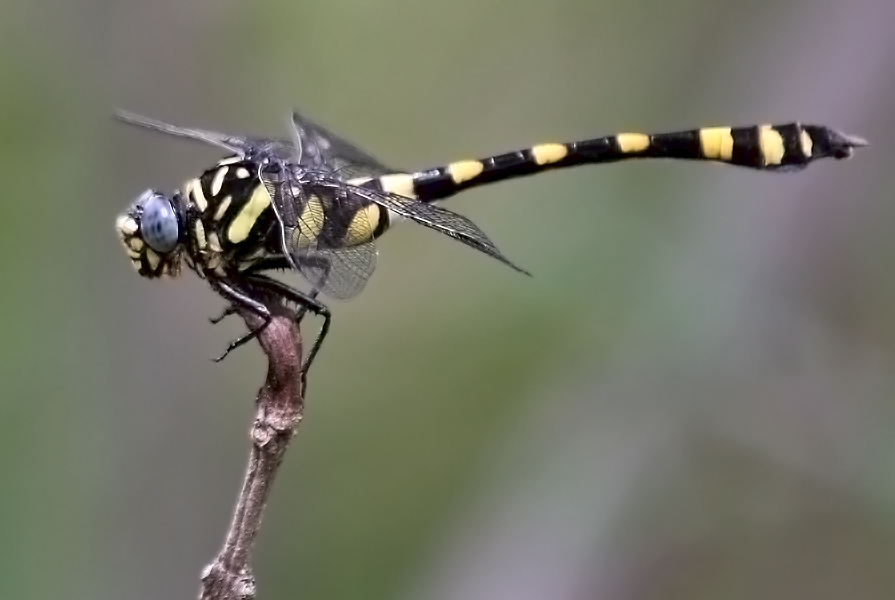
Flodtrollslända.

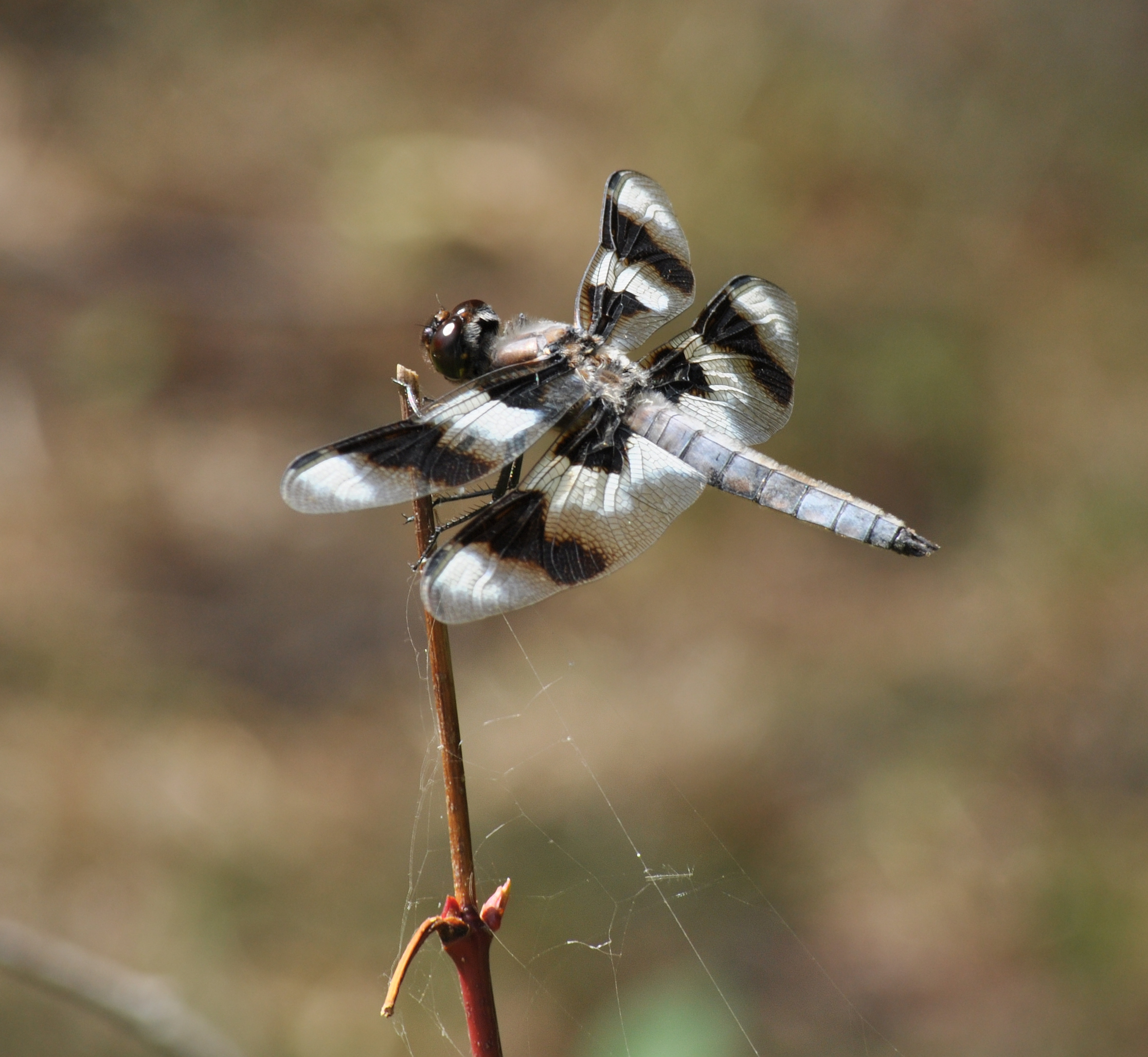
Libellula forensis.

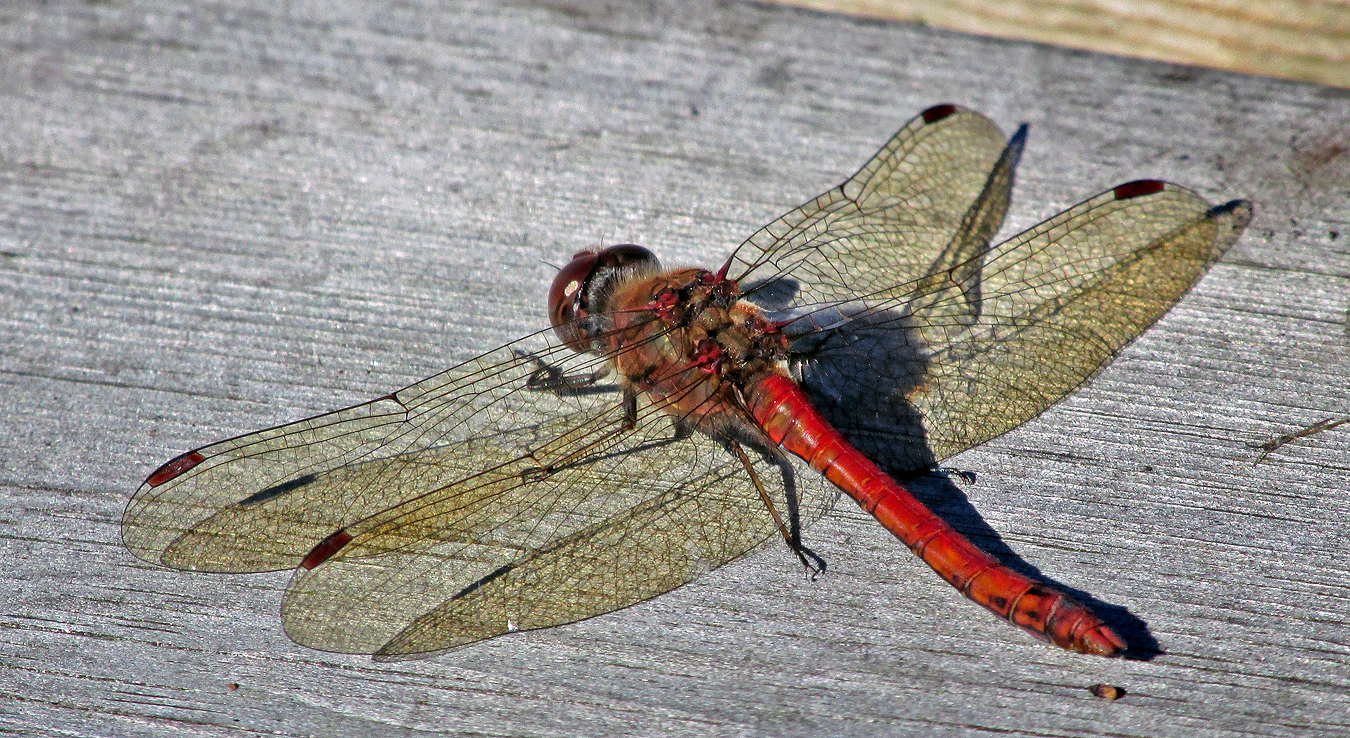
Blodröd ängstrollslända, hane. (Sympetrum sanguineum)

  - Zygoptera - flicksländor och jungfrusländor
    - överfamilj Hemiphlebioidea
      - familj Hemiphlebiidae - en art Hemiphlebia mirabilis i sydöstra Australien (delstaten Victoria och Tasmanien)

    - överfamilj Coenagrionoidea
      - familj Coenagrionidae - dammflicksländor, cirka 1 133 arter, spridda världen över
      - familj Isostictidae - cirka 45 arter, i Australien, Nya Kaledonien och Nya Guinea
      - familj Platycnemididae - flodflicksländor, cirka 226 arter, Afrika, Asien, Europa, Australien
      - familj Platystictidae - cirka 217 arter, i Asien, Centralamerika och Sydamerika
      - familj Protoneuridae - cirka 260 arter, spridda världen över, utom i Europa och norra Asien
      - familj Pseudostigmatidae - nitton arter, alla i neotropiska regionen utom en art som förekommer i Afrika

    - överfamilj Lestoidea
      - familj Lestidae - glansflicksländor, cirka 152 arter, spridda världen över
      - familj Lestoideidae - fyra arter i Australien (om arten Chorismagrion risi inte räknas hit, med C. risi fem arter)
      - familj Megapodagrionidae, cirka 310 arter, främst i tropiska områden, spridda världen över utom i Europa
      - familj Perilestidae - cirka 19 arter i neotropiska regionen, främst Centralamerika, en art Nubiolestes diotima i Afrika
      - familj Pseudolestidae - en art Pseudolestes mirabilis i Asien (osäker systematik, förs ibland till Megapodagrionidae)
      - familj Synlestidae - cirka 35 arter, i Afrika, Asien, Australien och på Hispaniola

    - överfamilj Calopterygoidea
      - familj Amphipterygidae - cirka tolv arter, i Sydostasien, Afrika, Sydamerika och Centralamerika
      - familj Calopterygidae - jungfrusländor, cirka 176 arter, spridda världen över
      - familj Chlorocyphidae - cirka 151 arter, i Afrika och Asien
      - familj Dicteriadidae - två arter i neotropiska regionen
      - familj Euphaeidae - cirka 69 arter, främst i Asien
      - familj Polythoridae - cirka 59 arter, i neotropiska regionen

  - Epiprocta/Anisozygoptera
    - överfamilj Epiophlebioidea
      - familj Epiophlebiidae - två arter, Epiophlebia laidlawi och Epiophlebia superstes i Asien

  - Anisoptera - egentliga trollsländor
    - överfamilj Aeshnoidea
      - familj Aeshnidae - mosaiktrollsländor, cirka 443 arter, spridda världen över
      - familj Gomphidae - flodtrollsländor, cirka 961 arter, spridda världen över
      - familj Neopetaliidae - en art Neopetalia punctata i Chile och Argentina (placeras i överfamiljen Libelluloidea enligt Carle och Louton, 1994)
      - familj Petaluridae - elva arter, i Australien, Nya Zeeland, Japan, Nordamerika och Chile

    - överfamilj Cordulegastroidea
      - familj Cordulegastridae - kungstrollsländor, cirka 51 arter, spridda över norra halvklotet

    - överfamilj Libelluloidea
      - familj Corduliidae - skimmertrollsländor, cirka 250 arter (om Macromiidae och Synthemistidae räknas som egna familjer, annars med dessa cirka 400), spridda världen över
      - familj Libellulidae - segeltrollsländor, cirka 985 beskrivna arter, det räknas ofta med att det finns över 1 000 arter i denna grupp, spridda världen över

Inom underordningen flicksländor och jungfrusländor har släktena Diphlebia med fem arter och Philoganga med fyra arter som förekommer i Sydostasien och Australien tidigare (1980-talet) ofta förts till familjen Amphipterygidae, men senare (från 1990-talet) ofta till en egen familj med det vetenskapliga namnet Diphlebiidae. En synonym för Diphlebiidae är Philogangidae. Flicksländan Chorismagrion risi som ibland räknas till familjen Lestoideidae har av andra auktoriteter placerats som ensam art i släktet Chorismagrion och familjen Chorismagrionidae. Arten Thaumatoneura inopinata som förekommer i Costa Rica och Panama har också en varierande placering, antingen i familjen Megapodagrionidae i överfamiljen Lestoidea eller i en egen familj, Thaumatoneuridae, inom överfamiljen Calopterygoidea.
För underordningen egentliga trollsländor finns utöver familjer i indelningen ovan familjerna Austropetaliidae, Chlorogomphidae, Macromiidae och Synthemistidae beskrivna. Familjen Austropetaliidae innehåller elva arter som finns i Australien och Sydamerika och ingår i överfamiljen Aeshnoidea. Denna familj upprättades 1994 i och med Carle och Loutons uppdelning av Neopetaliidae. Deras uppdelning innebar att fyra släkten, Archipetalia, Austropetalia, Hypopetalia och Phyllopetalia placerades tillsammans i en ny familj, Austropetaliidae. Kvar i Neopetalidae blev arten Neopetalia punctata som Carle och Louton placerade i överfamiljen Libelluliodea. Chlorogomphidae är en familj trollsländor om 45 arter som förekommer i Asien. Gruppen har haft varierande placering, men räknas nu till överfamiljen Libelluloidea. Tidigare placerades familjens största släkte Chlorogomphus i underfamiljen Chlorogomphinae som ingående i Cordulegastridae. Macromiidae med 123 arter världen över och Synthemistidae med 43 arter i Australien behandlas om de inte ses som egna familjer som tillhörande Corduliidae.

## Trollsländor och människor
Trollsländor är ganska stora insekter och de uppmärksammas lätt genom sina färger och skickliga flykt. De kan också betraktas som för människor nyttiga djur, eftersom de äter många för människor besvärliga insekter, som flugor och myggor som kan göra skada på odlade grödor och sprida sjukdomar. Det finns skildringar av trollsländor inom konst och litteratur och trollsländor omtalas i folktro på olika vis i världen.
Det förekommer att trollsländor skådas som hobby på samma sätt som fjärilar.

### Folktro
Innan kristendomen kom till Nordeuropa associerades trollsländor med gudinnan Freja som stod för fruktbarhet. Efter införandet av kristendomen sågs dock trollsländor på med större misstro. Det framgår bland annat av många äldre namn som trollsländor har i olika länder. På tyska ska det ha funnits åtminstone omkring 150 olika folkliga namn, av vilka flera som exempelvis "Wasserhexe" (hexe betyder häxa, det kan sägas betyda "vattenhäxa") och "Teufelsnadel" (Teufel betyder djävul) antyder samröre med onda makter. I England kallas de egentliga trollsländorna för "dragonfly" (dragon betyder drake) och i Danmark är ett av många namn på trollsländor "Fandens ridehest" (den ondes ridhäst). Det svenska namnet "trollsländor" kommer troligen av att trollsländor sades vara trollens spinnverktyg. En vanlig skröna förr var att trollsländor kunde sticka ut ögonen eller sy ihop ögonlocken på sovande människor. Ett gammalt svenskt namn på trollsländor som speglar detta är "blindsticka". Från samma tro kommer det norska "öyenstikker".
Till äldre folktro om trollsländor hör också tron om att trollsländor var Skams besman (Skam var ett namn den onde, besman är ett äldre redskap för att väga föremål). Man trodde att när en trollslända flög över huvudet på en människa vägdes människans själ och det var ett farligt tecken som kunde leda till olycka. En annan föreställning var att trollsländor som flög över sädesfält bet av axens korn. I verkligheten jagar trollsländorna insekter som dras till sädesfälten. Om trollsländor flög kring kreatur sades det att trollsländorna stack kreaturen. Men egentligen jagar trollsländorna flugor som dras till kreaturen.

## Referenser

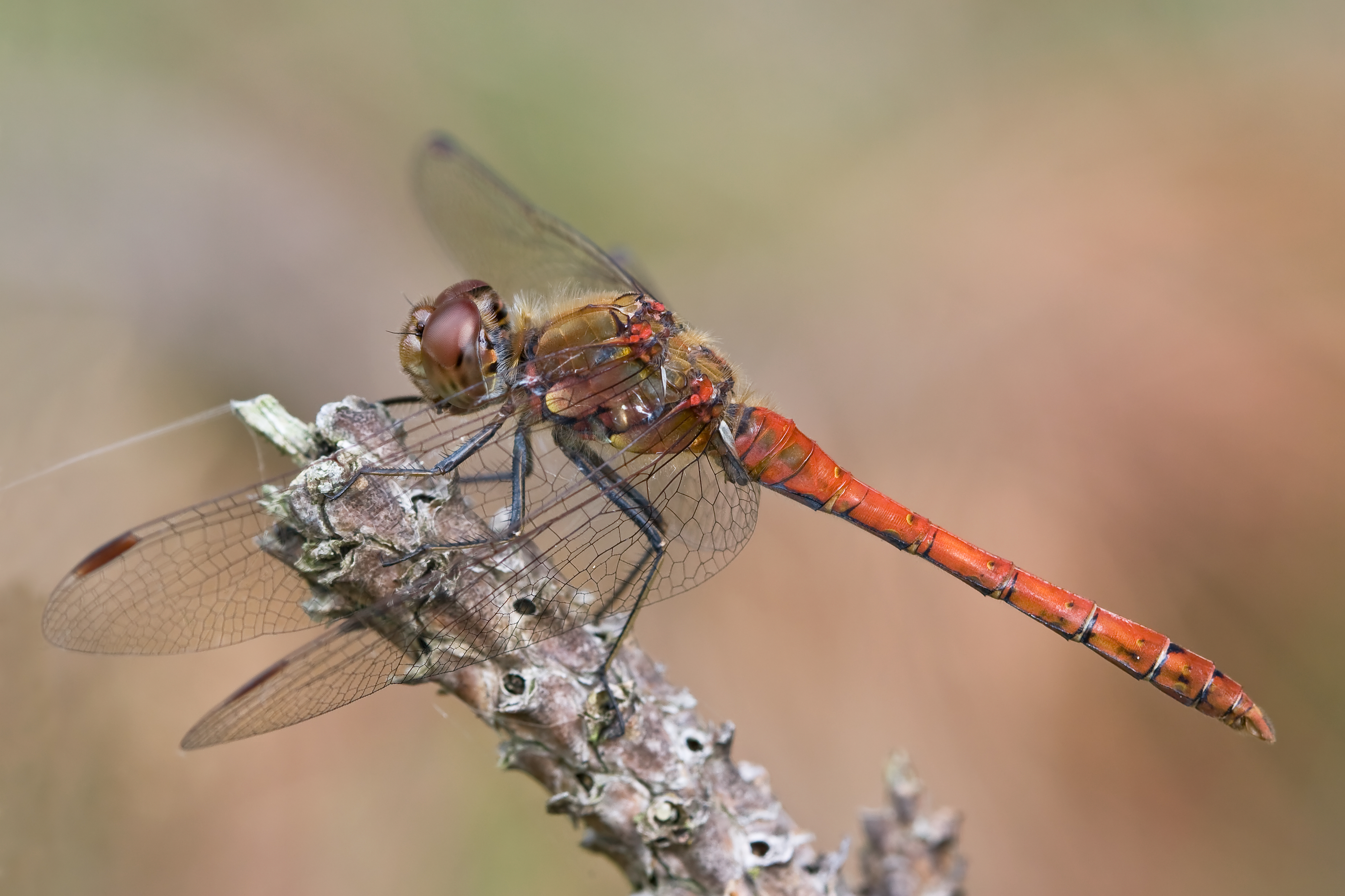
En ängstrollslända.

### Dialektala namn
Ett dialektalt namn på trollsländor i Sverige är braisna-mack — mack är en variant av mark som betyder mask — vilket antyder att trollsländor används som bete vid braxenfiske.I Härjedalen kallas trollsländan för Örsnilldre.